# Julián Marías
Julián Marías Aguilera (Valladolid, 17 de junio de 1914-Madrid, 15 de diciembre de 2005) fue un filósofo y ensayista español. Doctor en Filosofía por la Universidad de Madrid, fue uno de los discípulos más destacados de José Ortega y Gasset, maestro y amigo con quien fundó en 1948 el Instituto de Humanidades en Madrid.
Conferenciante en numerosos países de Europa y América y profesor en varias universidades de Estados Unidos. Colaborador de diversos periódicos, fue miembro de la Real Academia Española desde 1964 y senador por designación real entre 1977 y 1979. Presidió la Fundación de Estudios Sociológicos (FUNDES) desde su creación en 1979 hasta que falleció. En 1996 se le concedió el Premio Príncipe de Asturias de Comunicación y Humanidades, compartido con Indro Montanelli. «Recibir el Premio Príncipe de Asturias de Comunicación y Humanidades es para mí un honor extraordinario que agradezco en lo que vale»,comenzó diciendo en su discurso.
Investido doctor honoris causa por varias Universidades: Universidad de Buenos Aires,Universidad Nacional de Tucumán, Universidad de la República,pero en España no recibirá ninguno hasta que en 1996 la Universidad Pontificia de Salamanca se lo concedió junto a Pedro Laín Entralgo.En 2002, Marías rechazó el doctorado honoris causa ofrecido por la Universidad de Valladolid.
En el quinto aniversario de su fallecimiento, el Congreso de los Diputados debatió una proposición relativa a su homenaje.

## Biografía
Nació en Valladolid el 17 de junio de 1914. En 1919 se trasladó con su familia a Madrid y estudió en el Colegio Hispano. En 1931 obtuvo el título de Bachiller, en Ciencias –con premio extraordinario– y en Letras, en el Instituto Cardenal Cisneros.
Entre 1931 a 1936 cursó Filosofía y Letras (especialidad de Filosofía) con premio de licenciatura en 1939, en la Universidad Complutense de Madrid, en la cual fue discípulo de Ortega y Gasset, Xavier Zubiri, José Gaos y Manuel García Morente, entre otros. También empezó la carrera de Química, que abandonó al comprobar que su verdadera vocación era la filosofía.
A los veintiséis años, escribió una Historia de la filosofía citando textos originales que consultaba en su biblioteca particular. Aprendió griego por indicación de Xavier Zubiri y, leyendo la primera edición de Sein und Zeit de Heidegger en 1934, perfeccionó el alemán que había aprendido en las clases de bachiller con Manuel Manzanares. Su primera publicación de cierta entidad es su participación en el libro Juventud en el mundo antiguo, editado en 1934 (recogía textos de Marías, Carlos Alonso del Real y Manuel Granell) narrando el crucero universitario que en 1933 realizaron estos estudiantes por el mar Mediterráneo, y en el que también participaron Salvador Espriu, Enrique Lafuente Ferrari, Luis Díez del Corral, Antonio Rodríguez Huéscar, etc. Asimismo, en 1934 publica una traducción de Auguste Comte, por encargo de Ortega.
Marías obtuvo la licenciatura en junio de 1936. Un mes después estalló la Guerra Civil. Marías fue reclutado en las filas republicanas, pero por su miopía no se le destinó al frente, quedando en el servicio de traducción, dados sus conocimientos de francés, alemán e inglés, entre otras lenguas. Durante la guerra, participó en revistas como Hora de España. Tras la batalla del Ebro y la rápida ocupación de Cataluña, Marías apoyó la constitución del Consejo Nacional de Defensa propugnado por quien fue maestro en su facultad Julián Besteiro, así como por José Miaja, Cipriano Mera y Segismundo Casado en las páginas del ABC republicano, mediante editoriales que aparecieron sin firma. En sus memorias, Marías reproduce el último de esos artículos, «La grandeza del Consejo Nacional de Defensa», y proporciona un testimonio interesante acerca de los últimos días de guerra en Madrid. Luis Español publicó algunos de los referidos editoriales y tras la muerte de Marías, su discípulo Heliodoro Carpintero los publicó en su totalidad.
Acabada la guerra fue denunciado y pasó tres meses en la cárcel; la condena pudo ser mayor de  no ser por la intercesión de Salvador Lissarrague Novoa, Camilo José Cela, Manuel Mindán Manero y la familia de Ortega. Quedó postergado por el régimen de Franco y no pudo obtener el doctorado hasta 1951 (su tesis sobre el padre Gratry, presentada en 1942, había sido suspendida). Como en otros muchos casos se le ofreció integrarse en la universidad, pero rechazó el ofrecimiento por negarse a jurar los Principios Fundamentales del Movimiento. Tampoco pudo publicar en prensa hasta entrados los años cincuenta, y durante mucho tiempo sobrevivió traduciendo libros (Paul Hazard, Leibniz, Séneca, Wilhelm Dilthey, Karl Bühler, etc.), dando clases en una academia (Aula Nueva) creada con un grupo de amigos, y más tarde con conferencias y charlas, dentro y fuera de España.
En 1941 contrajo matrimonio (en celebración oficiada por Manuel García Morente, recién ordenado sacerdote; la primera boda que hacía) con Dolores Franco Manera (1912-1977), hermana mayor del director de cine Jesús Franco, compañera de Marías en la Facultad de Filosofía y Letras, profesora y escritora. Con ella tuvo cinco hijos varones: Julián (1945-1949); Miguel (1947), economista y crítico de cine; Fernando (1949), catedrático de Historia del Arte; Javier (1951-2022), escritor; y Álvaro (1953), músico.

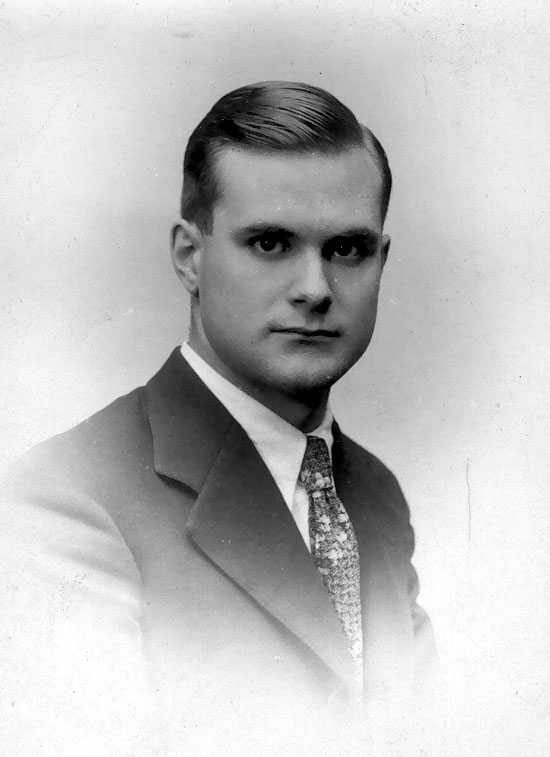
Julián Marías en 1935

En 1941 publicó su primer libro: Historia de la filosofía (prologado por Zubiri, y en ediciones posteriores con un epílogo póstumo de Ortega), un repaso extenso, ameno y sucinto de la materia desde sus orígenes hasta ese momento que, dada su claridad expositiva, se convertirá en manual de éxito entre estudiantes hispanos y, a raíz de su traducción al inglés, también entre los del ámbito anglosajón. En esta temprana obra ya están presentes algunas de las claves del estilo característico de Marías: en palabras de Enrique Lafuente Ferrari, «con su diamantina prosa», claridad y transparencia en la exposición, rigor en las fuentes, y explicación desde la filosofía de la razón vital, que comparte con su maestro Ortega. A este libro seguirán más de setenta: Marías, que no pudo cumplir su vocación de maestro en España, se volcó en la escritura para suplir esta carencia y evitar, además, caer en lo que sus dos maestros principales, Ortega y Unamuno, habían incurrido: dejar proyectos inacabados, libros anunciados, pero no escritos. De Ortega reconoce que es «esencialmente incompleto».Piensa que la filosofía de Ortega, «lejos de estar acabada y conclusa, fue una incitación a seguir adelante; no hizo más que empezar, pero empezar a hacer lo que había que hacer».Marías intentó completar a Ortega consigo mismo y darle sus propias posibilidades.En cuanto a Unamuno, su obra Del sentimiento trágico de la vida «fue un estímulo polémico para Ortega, el cual llega a una nueva idea de la razón y supera el racionalismo, pero no para recaer en el irracionalismo, sino para ir más allá de ambos con la razón vital. Ortega piensa que la razón es una función vital y publica entonces —como respuesta a Unamuno, al año siguiente, 1914, en que nació Marías— las Meditaciones del Quijote, en donde escribe que la "razón no puede, no tiene que aspirar a sustituir la vida. Esta misma oposición, tan usada hoy por los que no quieren trabajar, entre la razón y la vida es ya sospechosa. ¡Como si la razón no fuera una función vital y espontánea del mismo linaje que el ver o el palpar!"».
En 1948, junto con Ortega y Gasset, fundó el Instituto de Humanidades de Madrid, de corta pero fecunda vida. Bastante tiempo después, creó el Seminario de Humanidades, por el que pasaron grandes nombres de la intelectualidad española del último tercio del siglo XX, como Miguel Artola, Carmen Martín Gaite, Heliodoro Carpintero, Gonzalo Anes y otros.

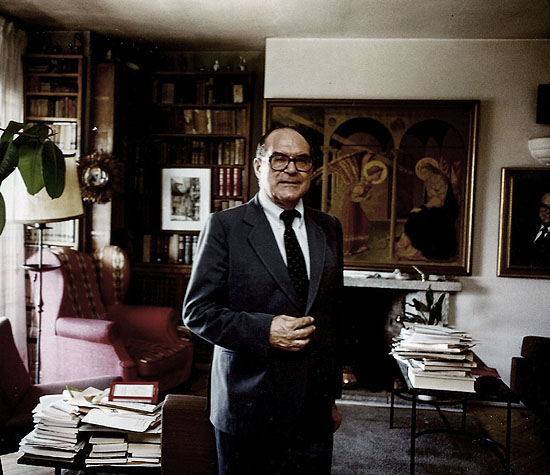
Julián Marías en el salón de su casa ante la copia de la Anunciación de Fra Angélico, su primer mueble y el centro de su hogar

Católico practicante, Marías «tuvo que sufrir tan duras pruebas contra su fe que el haber permanecido en ella constituye una virtud heroica: "Que se vayan ellos"»era su norma. En «1949 recibió, providencialmente, una suprema orientación del cardenal Suhard, arzobispo de París, que lo iba a confortar frente a tantos ataques. Ese año fue invitado a la Semana de los intelectuales católicos, celebrada en París. El 15 de mayo, en la sesión de clausura, dio una conferencia en la cripta de Sainte-Odile, presidida por el citado cardenal», que murió poco después y cuyo pensamiento se anticipaba al Concilio Vaticano II, a cuya tercera sesión fue invitado el propio Marías en 1964. «Que las virtudes de Julián Marías han sido heroicas consta para muchos». Cuando Juan Pablo II creó el Pontificio Consejo para la Cultura, en 1982, nombró a Julián Marías, debido a su prestigio, uno de sus doce miembros, representantes de grandes porciones del mundo, el único de lengua española.

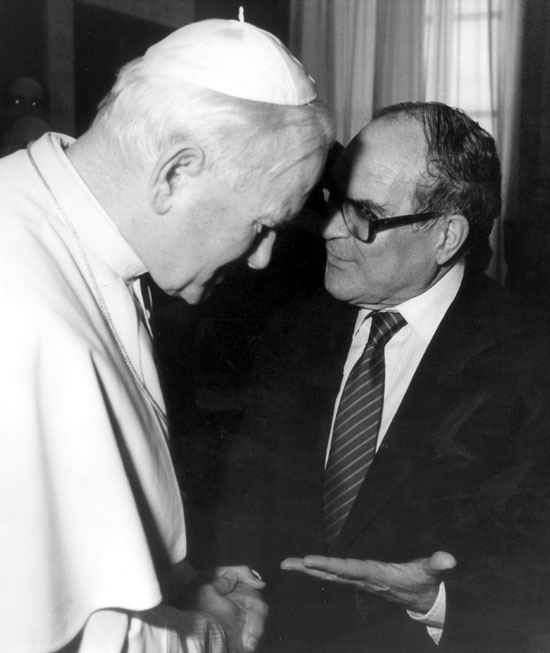
Con el Papa Juan Pablo II en Roma

En 1947 obtuvo el Premio Fastenrath por su obra Miguel de Unamuno. En 1964 obtuvo el Premio Kennedy otorgado por el Instituto de Estudios Norteamericanos de Barcelona. Desde 1964 fue miembro de la Real Academia Española, ocupando el sillón «S». En 1971 obtuvo el Premio Juan Palomo por Antropología metafísica. En 1972 obtuvo el Premio Gulbenkian de Ensayo. En 1973 recibió el Premio de Ensayo de la Académie du Monde Latin. En 1975 obtuvo el Premio Ramón Godó de periodismo. También fue senador por designación real entre 1977 y 1979, nombrado por Juan Carlos I de España para las «Cortes constituyentes, lo que hizo que influyera en la primera frase que se contiene en la Constitución».Un año más tarde fue pregonero de la Semana Santa de Valladolid.

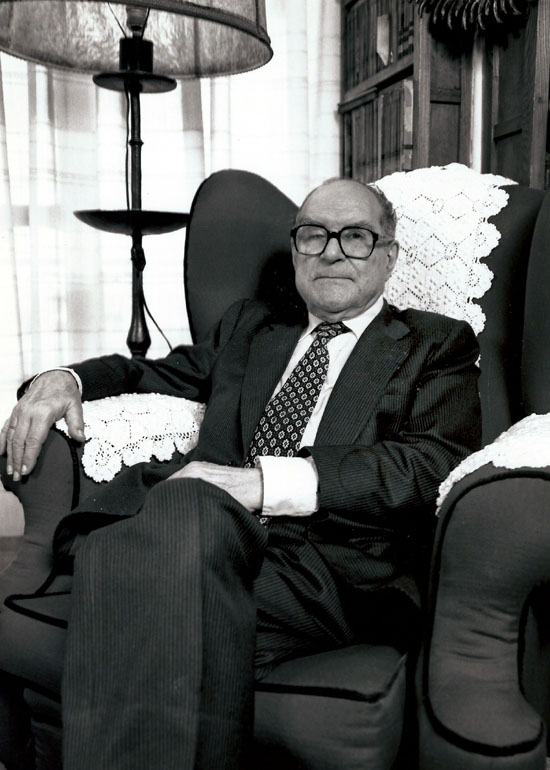
Julián Marías en el salón de su casa (años 80)

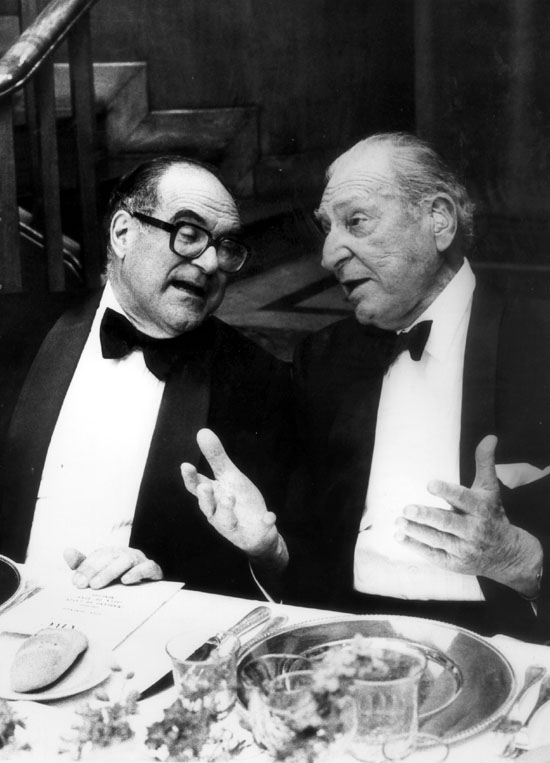
Julián Marías con Don Juan de Borbón en la entrega del Premio Mariano de Cavia

En 1985 recibió el Premio Mariano de Cavia por su artículo «La libertad en regresión», que le entregó Don Juan de Borbón. En 1987 recibió el Premio de las Letras de Castilla y León. En 1990 ingresó en la Real Academia de Bellas Artes de San Fernando. En 1993 recibió la insignia francesa de la Orden de las Artes y de las Letras. En 1996 recibió el Premio Príncipe de Asturias de Comunicación y Humanidades, junto al periodista e historiador italiano Indro Montanelli. En 2001, la medalla de oro al Mérito en el Trabajo. En 2002, el XVI Premio Internacional Menéndez Pelayo, así como el Premio Cristóbal Gabarrón de Pensamiento y Humanidades. En 2003, el Premio de Cultura de la Comunidad de Madrid.
A los postres de un almuerzo tenido en abril de 1998, Adolfo Suárez pronunciaba estas palabras: «Rendir un homenaje a Julián Marías, implica, a mi entender, exaltar ante la opinión pública toda una larga vida y toda una obra de singular importancia, proyectadas ambas desde la inteligencia y la bondad personal. Estas dos cualidades, estas dos virtudes o fuerzas, se entremezclan en la vida y en la obra de Julián. Siempre ha actuado desde una bondad “inteligente” y su inteligencia, crítica, siempre ha sido constructiva, positiva. Nunca ha llevado a nadie a la desesperanza». Esa lección «la ha ratificado siempre con su ejemplo. En medio de tantas discriminaciones injustas como las que se le hicieron durante muchos años, Julián nos demostró que el hombre —y en este caso el hombre que era él— desde cualquier lugar en que se encontrase podría esforzarse en crear libertades, en conseguir mayores cotas de justicia, en mejorar la vida común. Y que cuando este esfuerzo era abierto, cordial e inteligente, los objetivos trazados se conseguían». Por «todo ello, Julián, quisiera expresarte hoy, de corazón, mi más profunda gratitud y la de muchos españoles que nos sentíamos más seguros, más esperanzados y hasta más comprendidos al leer tus artículos y escuchar tus palabras». Y terminó así Suárez, antes de abrazar y de besar a nuestro filósofo: «Gracias, Julián, por tu magisterio. Tú has hecho de ti mismo tu mejor obra. Lo has hecho en todas las etapas de tu vida. En circunstancias favorables y adversas. Muchas gracias por tu amistad».

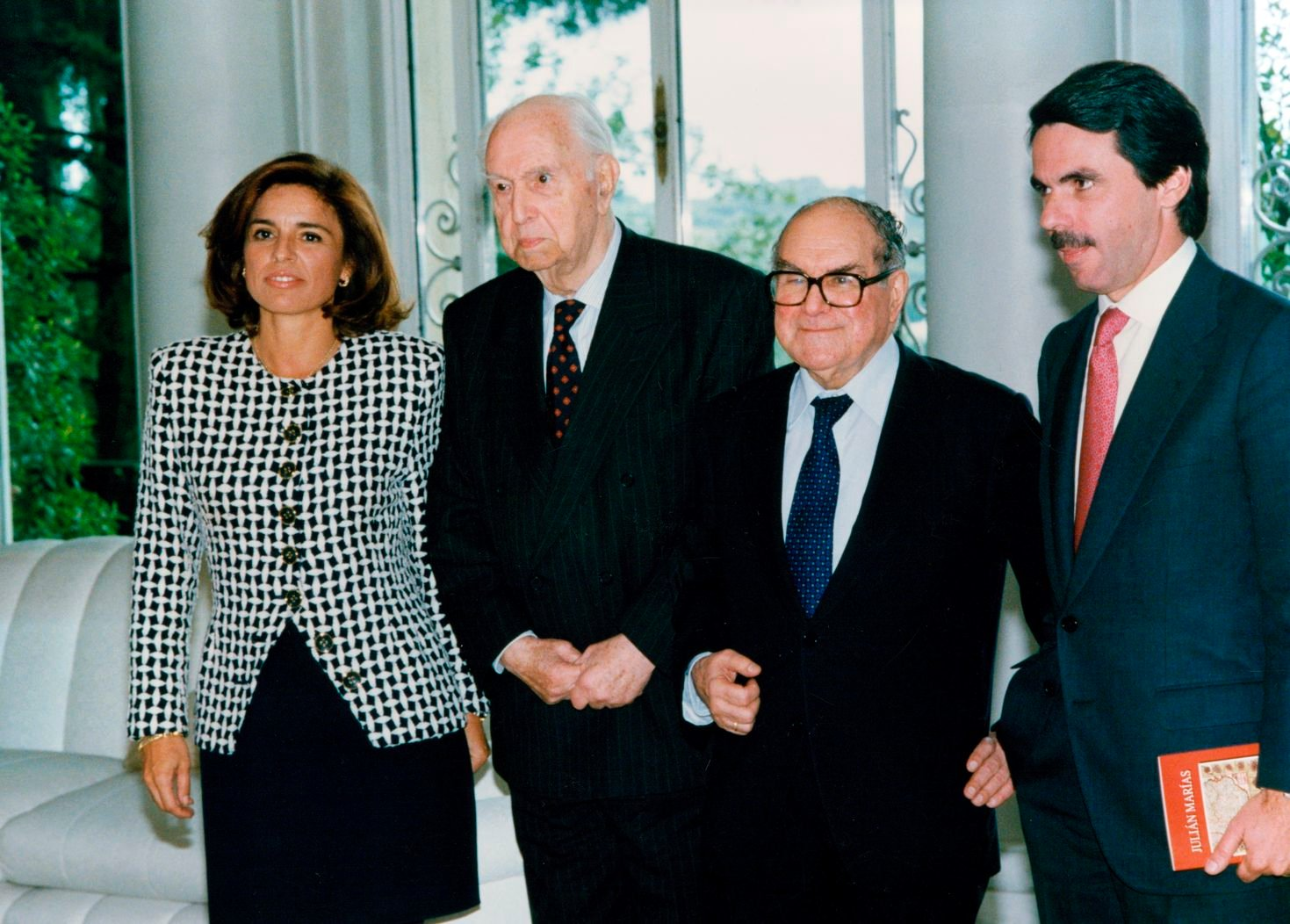
José María Aznar recibe a Julián Marías y a Pedro Laín Entralgo al día siguiente de llegar al Palacio de la Moncloa

Cuatro años más tarde, el mismo Adolfo Suárez escribió que «la vida y la obra de Marías posee una trascendencia ejemplar que puede servir de guía para muchas personas». Porque «Julián ha trabajado para abrir nuevos caminos en la búsqueda de la verdad, para sugerir respuestas adecuadas a los retos que el devenir histórico ha ido planteando, para hacer más comprensible —inteligible— aquello que nos rodea y en lo que vivimos, nos movemos y existimos. Y lo ha hecho desde un ánimo levantado y optimista, desde una rotunda resistencia ante la adversidad y, sobre todo —y ahí reside la razón de su ejemplaridad—, desde una profunda “inteligencia cordial” o, si se prefiere, desde una excepcional cordialidad inteligente». Tanto «mi mujer —que ya no se encuentra entre nosotros pero que sigue estando en nosotros y junto a nosotros— como yo mismo hemos tenido la gran suerte de conocerle personalmente, de discurrir con él sobre los temas más diversos. Así hemos fraguado una amistad profunda y sincera. De los encuentros con él hemos conservado siempre memoria de las lecciones de sabiduría y humanidad que nos ha impartido, sin sentar cátedra, sin intentar jamás imponer sus opiniones. Porque Julián posee en alto grado el difícil arte de saber escuchar a sus interlocutores y la elegancia de atribuirles ideas y expresiones que él mismo ha sugerido. El recuerdo de esos encuentros informales, espontáneos, gozosos, en los que tanto disfrutaba Amparo, siempre permanecerán en mí y hoy constituyen mi más alto consuelo». Más aún: «Yo solo puedo escribir estas líneas como agradecimiento profundo de un español que hace muchos años desempeñó altas funciones políticas y que encontró en la obra, la vida y la conversación con Julián ánimo, luz y magisterio cordial».
Falleció en Madrid el 15 de diciembre de 2005, a la edad de noventa y un años.

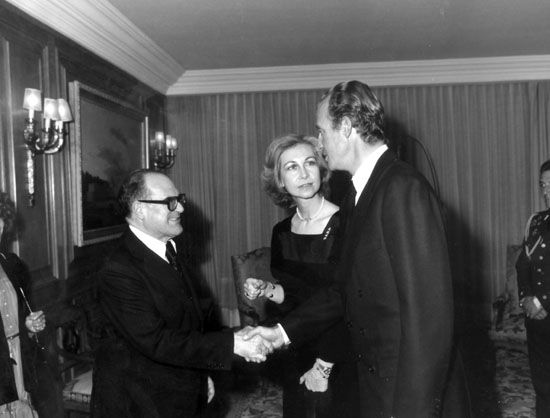
Con SS. MM. los Reyes Don Juan Carlos y Doña Sofía en el Palacio de la Zarzuela

Casi un año después de la muerte de Marías, el entonces Príncipe de Asturias —futuro Felipe VI de España— pronunciaba estas palabras: «Con nuestro inolvidable Julián Marías pienso ahora que lo fundamental es mirar hacia adelante, hacia el futuro, y creer en lo que estamos haciendo».
El 5 de abril de 2011 se le concedió la distinción a título póstumo de hijo adoptivo de la ciudad de Soria, ciudad donde transcurrieron sus últimos veranos y que permaneció presente en los recuerdos del filósofo: «En ella se puede asistir a lo que está pasando en España y gran parte del mundo; y se puede prever lo que podría ser el porvenir si no se renuncia a lo que es inexorablemente la vida humana».
En su discurso en la entrega de los Premios Princesa de Asturias de 2018, Felipe VI de España se refirió a «aquella afirmación de nuestro inolvidable premiado y filósofo Julián Marías, que decía: "filosofar es estar renaciendo a la verdad; es no poder dormir"».

## Pensamiento filosófico
Como miembro destacado de la «escuela de Madrid», término que contribuyó a asentar, desarrolló muchos de los temas iniciados o insinuados por Ortega y Gasset en sus escritos o conferencias. Podría decirse «que lo que Aristóteles fue para Tomás de Aquino es en nuestro tiempo comparable a lo que Ortega ha sido para Julián Marías, con la ventaja de que estos últimos fueron amigos y contemporáneos, algo que no sucedió con los primeros, tan separados no solo en el tiempo y en el espacio, sino también porque procedían de ámbitos culturales enormemente distintos. E incluso estaban separados por la lengua, porque Aquino no sabía griego, lo que limitó enormemente su conocimiento cabal de lo que dejó escrito, a veces con tantas ambigüedades y contradicciones, el Estagirita».
En la obra Introducción a la Filosofía (1941) presenta y desarrolla de forma sistemática los temas capitales filosóficos a la luz de la filosofía de la razón vital. Entiende que la «introducción a la Filosofía» tiene como misión «el descubrimiento y la constitución, en nuestra circunstancia concreta, del ámbito de filosofar (concreto también) exigido por esta».
En su esquema, la filosofía aparece como un hacer humano y un ingrediente de nuestra vida. Filosofía es un saber a qué atenerse respecto a la situación real. Sólo de este modo podrá ser la filosofía un hacer radical: «la filosofía tiene la exigencia de justificarse a sí misma, de no apoyarse en ninguna otra certidumbre, sino, por el contrario dar razón a la realidad misma, por debajo de sus interpretaciones y, por tanto, también de las presuntas certidumbres que encuentro». La filosofía es un saber radical y a la vez sistemático y circunstancial, derivado de la radicalidad, sistematicidad y circunstancialidad de la vida humana.
«Julián Marías puso de relieve cómo para el cardenal Nicolás de Cusa (cuya teoría sobre la verdad resulta tan afín a la suya) el conocimiento “se funda en la semejanza; grave afirmación, pues se va alterando la interpretación escolástica del conocimiento y de la verdad como adaequatio intellectus et rei: conocer no es ya apropiarse la cosa misma, sino algo semejante a ella”».Para Julián Marías, como para Ortega, la verdad es alétheia, «descubrimiento o iluminación».
Según Harold Raley, Ortega se dio cuenta enseguida de que la fenomenología, con su énfasis en la conciencia pura, «supone un retroceso al idealismo». Es verdad que la historia disfraza la realidad al acumular sobre ella niveles de interpretación, y por ello también es verdad que «la fenomenología puede parecer un buen medio para descartar esas interpretaciones y volver a una realidad desprovista de adornos, como quitamos las sucesivas capas de pintura para llegar a la madera auténtica. Pero eso es solo una verdad a medias, porque lo cierto es que sin interpretación nos queda muy poco de cualquier valor humano. Al eliminar los niveles históricos de interpretación, como quien arranca las hojas del repollo en busca de un repollo esencial, llegamos a un punto en el que lo buscado se nos ha ido de entre los dedos. Descubrimos que la realidad no está detrás de sus interpretaciones, sino más bien dentro de ellas». La realidad no puede ser separada de las visiones parciales sobre ella, porque solo a través de ella se revela. «Son interpretaciones de la realidad, y esto significa ante todo que pertenecen a ella. Son algunas de sus infinitas dimensiones posibles. Son sus aspectos, sus perspectivas, reveladas por el hombre, pertenecientes a la realidad. En una palabra, la realidad solo puede aparecer perspectivamente, es decir, históricamente».
Sobre el «concepto de unicidad, capital en su nueva metafísica, Marías considera que cada persona es única, es decir: que como yo no ha habido ni nunca habrá otro, desde mi concepción, tanto respecto de ese quién que soy como de mi qué; no soy un mero individuo de una especie, sino una innovación radical de realidad», y en esto coincide sorprendentemente con lo que mostró su amigo Jérôme Lejeune, padre de la genética moderna, el cual exclama que la unicidad está demostrada científicamente. Pocas veces «ha habido mayor afinidad entre un filósofo y un científico».

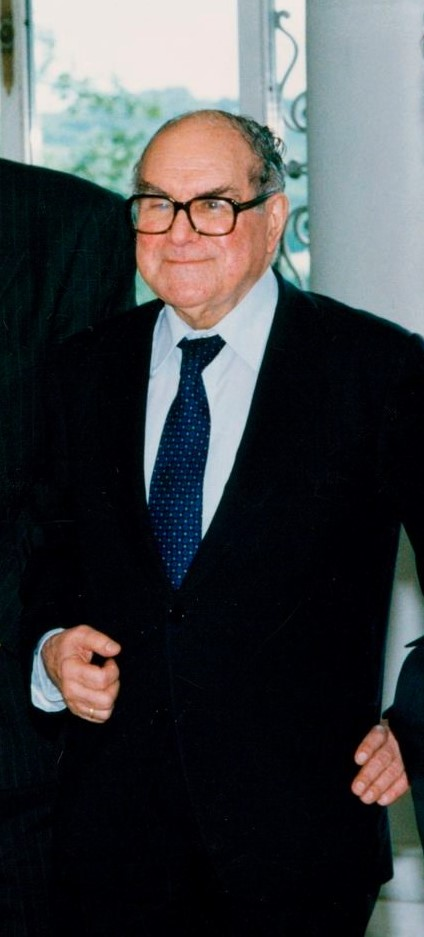
Julián Marías en el Palacio de la Moncloa

Yo «no soy un mero sujeto, como han tendido a ver todos los idealismos, incluido el fenomenológico. Esta actitud ha llevado a pensar que yo tengo un cuerpo y me sirvo de él para vivir. Por otra parte, el empirismo, que ha dejado tan hondas huellas, tan desproporcionadas con su alcance teórico, ha fijado su atención en la evidente corporeidad, que se impone con abrumadora energía, y ha hecho pensar que yo soy mi cuerpo». Pero yo «no “tengo” un cuerpo, ni “soy” mi cuerpo, con el cual me encuentro como con el resto de la realidad: yo soy corpóreo; si se prefiere, alguien corporal. Alguien, en modo alguno algo. La persona vive, se proyecta, imagina, duda, interroga, teme, desde su cuerpo inseparable y por supuesto en el mundo, que es donde está, precisamente por su corporeidad». La «fórmula de Ortega, “yo soy yo y mi circunstancia”, es perfecta, porque no dice que yo estoy en mi circunstancia o mundo, sino que yo soy yo y mi circunstancia, que esta va incluida en mi realidad». Para indagar la estructura metafísica de la persona «resultan inadecuados los conceptos de que se ha servido tradicionalmente el pensamiento». El descubrimiento de la persona humana acontece mediante la corporeidad, aunque no consista en la percepción del cuerpo. «Toda persona, incluida la que soy yo mismo, está asociada a un cuerpo, inseparable de él, presente en él». Gracias a ese cuerpo descubrimos un quién, un «tú inconfundible con la corporeidad en la que se manifiesta».
Me descubro como persona cuando uso «la palabra yo en su sentido propio, es decir, en uso pronominal. El que la filosofía haya dedicado la mayor atención a lo que ha llamado “el yo” (sobre todo en el idealismo alemán, “das Ich”) ha sido un factor de confusión. El artículo “cosifica”». En este sentido descubrimos la mismidad y la unicidad en la realidad personal.
Lo «verdaderamente real es en cierto modo inagotable. La filosofía ha pensado mucho tiempo que el individuo tiene alguna infinitud, en el sentido de que tiene infinitas notas. Un género o una especie se definen mediante un número limitado de notas; pero un individuo no, porque siempre se le pueden añadir más: no es infinito, ciertamente, pero sí indefinido: una realidad en sentido estricto tiene una quasi-infinitud que le viene de su concreción».
A Julián Marías le resulta sorprendente lo poco que la filosofía ha reparado en el carácter biográfico de la vida humana. Ahora bien, esta no se identifica con su biografía, sino que es una realidad que es “biográfica”, capaz de ser contada y narrada. El dominio del sustancialismo ha hecho que se interpreten como “accidentes” realidades que son algo bien distinto; hasta se ha llegado a pensar la vida como “accidente”. «Aunque parezca increíble, se han investigado con minuciosidad los caracteres somáticos y psíquicos del hombre, pero apenas se ha tenido en cuenta lo que “le pasa”, es decir, sus experiencias. La vida humana está definida muy principalmente por la estructura de sus edades pero si no se añade nada más resultan formales o vacías; es menester llenarlas de contenidos concretos, que son ciertas experiencias particularmente relevantes. Estas son en el hombre el verdadero “principio de individuación” si se lo toma no como “cosa”, sino como persona que se realiza en una vida temporal y biográfica».
Porque «cuando se trata del hombre, el verdadero principio de individuación reside en las experiencias radicales». Las «experiencias radicales —constitutivas unas, eventuales otras— determinan quiénes somos. No proceden de ninguna “naturaleza”, de los ingredientes de nuestro mundo o de nuestros recursos psicofísicos, sino de lo que hacemos y nos pasa, es decir, de nuestra vida personal, que ciertamente está condicionada —pero no determinada— por los factores naturales de nuestra circunstancia. De esta manera el principio de individuación, que nos hace ser quienes realmente somos, procede de nuestra vida, y no de ninguno de sus elementos integrantes».
El amor significa la mayor de las experiencias radicales en que consiste el principio de individuación por el cual cada persona es quien es. Si el hombre es imagen de Dios, imago Dei, ¿en qué consiste esa imagen? «La tradición intelectual ha insistido especialmente en la racionalidad. Si Dios es amor, su imagen humana sería una “criatura amorosa”». Es la interpretación cristiana del hombre que propone usando la razón en el sentido de “aprehensión de la realidad en su conexión”, porque establece la conexión entre dos textos religiosos capitales: el relato de la creación en el Génesis y la primera epístola de San Juan. Al llegar a la creación del hombre, en el Génesis, en lugar de “hágase”, se dice “hagamos”, forma verbal que sugiere una empresa no acabada. Y según San Juan, Dios es amor, el amor es su consistencia. «Las definiciones del hombre como animal racional, inteligente o sus equivalentes son aceptables, pero no recogen lo esencial desde la perspectiva cristiana; en ella se recoge su continuidad, su carácter inacabado o inconcluso, imperfecto en el sentido etimológico de la palabra, su indefinición ―imagen finita de la infinitud de su modelo divino―. Por otra parte, la inteligencia o racionalidad son menos relevantes desde el cristianismo que el amor. Por eso el hombre aparece como criatura amorosa, subrayando con igual energía ambos términos».
«Tan pronto como tomamos contacto con la personalidad de un hombre, la conocemos ya: lo cual no quiere decir que la conozcamos íntegra —esto es, por el contrario, imposible—, sino que la conocemos a ella misma. Todos distinguimos entre saber muchas cosas acerca de una persona o conocerla a ella, aunque ignoremos casi todo lo que le pertenece o afecta. No es un problema de integridad, sino de mismidad, que es la raíz del ser personal». La «vida, en la medida en que es humana, es mía, irreductible a ninguna otra». Cada vida es singular y única. «A la felicidad le pertenece esto en grado máximo, no hay nada que requiera más la unicidad de la persona». Se preguntará «si esto es posible, pues desde Aristóteles se ha dicho que la ciencia lo es de lo universal, y nos encontramos con la necesidad de saber» quién soy yo, alguien absolutamente singular. «Tal vez no sea posible alcanzar ese conocimiento, o acaso el gran Aristóteles no tenía enteramente razón y sea posible otra ciencia de lo singular, de lo concreto, de lo único».
Lo que sucede «es que el pensamiento arrastra, desde Grecia, un inveterado sustancialismo que a última hora es también materialismo, y esto ha impedido trasladar a otra forma de realidad los caracteres de la vida como tal. Hasta hace poco tiempo no se ha pensado la vida con conceptos adecuados, y es en ellos donde podemos hacer pie; el único punto de apoyo para la empresa imposible que estoy intentando es precisamente la posesión, por primera vez en la historia, de los recursos para entender qué es vida en el sentido de vida humana, personal, biográfica, eso que entendemos cuando decimos “mi vida”».
La «idea de Julián Marías de “raíces morales de la inteligencia” (que es de capital importancia para su pensamiento y para la filosofía en general, según busco también mostrar como objetivo) se trata, en última instancia, de una metáfora, si bien entendida esta en sentido orteguiano: es decir, en expresión de Marías, como una “potencia de repristinación de los conceptos”; en este caso, la repristinación tiene por objeto el concepto de “inteligencia”, dada la esquematización o cosificación conceptual que ella ha sufrido —derivada, principalmente, como buscaré mostrar, de la confusión metafísica entre persona y cosa— al ser tenida usualmente la inteligencia tan solo por un mecanismo natural que funciona automáticamente, por sí solo, con independencia de la actitud moral del hombre que piensa: y, por tanto, con independencia también de sus virtudes morales y de su acción. En una palabra, con independencia de su vida».
Entre las contribuciones filosóficas de Marías destacan: 
- La estructura empírica de la vida humana. Entre la teoría analítica de la vida humana y la narración concreta biográfica de ella hay un campo intermedio compuesto por los elementos que no constituyen requisitos a priori de la vida, pero que pertenecen de hecho a las vidas concretas.
- Su idea de la metafísica. Partiendo de ésta como ciencia de la realidad radical, Marías sostiene que el hombre no es la realidad radical, sino «una realidad radicada que descubro en mi vida, como las demás». La realidad radical es más bien la vida, que debe entenderse como un área en la cual se constituyen las realidades como tales. De ahí que su teoría de la vida humana no sea una preparación para la metafísica, sino la metafísica.[41]

La estructura empírica de la vida humana, lo que Marías llama “el hombre”, «es “cerrada” y remite a su mortalidad; la estructura proyectiva y futuriza de la vida biográfica como tal es “abierta” y argumental, y en ese sentido postula su permanencia, su indefinida e ilimitada persistencia. Si “el hombre” es intrínsecamente mortal, “mi vida” consiste en una pretensión de eternidad. Recuérdese el descubrimiento de la creación como ingrediente de la realidad personal, al comienzo de este estudio. Por ser radical innovación, irreductible a toda otra realidad, la persona —yo— nos aparecía como criatura; la creación —veíamos— es el modo de aparición de realidades nuevas, inderivables e irreductibles, y aunque no podamos “partir” del creador, aunque este no esté “disponible”». Al carácter de «“criatura” que tiene esencialmente la persona como irreductible realidad corresponde ahora, frente a la muerte, su carácter absolutamente personal, también irreductible a toda cosa o a todo lo que pueda pasarles a las cosas. Por ejemplo, a mi cuerpo. La conexión que un proceso somático —la enfermedad, la destrucción mecánica, la muerte biológica, en suma— pueda tener conmigo, con la persona que soy yo, es literalmente problemática, exactamente lo mismo que los procesos biológicos de mis padres tienen una relación problemática y extrínseca con esa posición personal que soy yo como un tercero absolutamente irreductible. Descriptivamente me descubro, a la vez, como criatura y como vocado a la perduración, cuando no me miro como cosa, sino como persona proyectiva, viniente, como un quién que tiene que articularse con un qué haciendo su vida».
El hombre «como conjunto de las estructuras empíricas de la vida es necesariamente mortal, moriturus, con un sistema de edades de las cuales hay una última, tras la cual no hay otra; es, pues, una estructura cerrada que desemboca en la muerte. Pero si se ensaya la otra perspectiva, que por cierto es la primaria, la del yo viviente, la de la vida como tal, lo que se encuentra es, por el contrario, una estructura abierta, proyectiva, que no tiene por qué cesar, porque no hay motivo para que deje de proyectar. Es decir, que, lejos de estar vocada a la muerte, postula la perduración». Si el nacimiento, «la llegada a la existencia de una persona humana, es una innovación radical, la muerte de esa misma persona tendrá que ser entendida como aniquilación. Si se trata de una realidad irreductible y que no se puede derivar de otras, su destrucción tampoco puede meramente derivarse de procesos somáticos». Ahora bien, «la aniquilación no se admite para realidades físicas, transformadas en otras o en consecuencias energéticas; es decir, no parece aceptable para realidades inferiores; paradójicamente se reserva y acepta con facilidad para la suprema realidad conocida. Lo primero que salta a la vista es la extremada inverosimilitud de esta suposición». La aceptación «de esta suposición, la creencia difundida de que el onus probandi corresponde al que afirma la posibilidad de una supervivencia de la persona y no al que la niega, es una muestra de la falta de rigor con que suele procederse». Y «adviértase que si la muerte fuese la aniquilación, es decir, la supresión total del futuro, como este es la condición misma de la vida, el ámbito más propio en que se realiza, ello significaría la negación del modo de realidad que pertenece a la vida humana en sus trayectorias temporales».

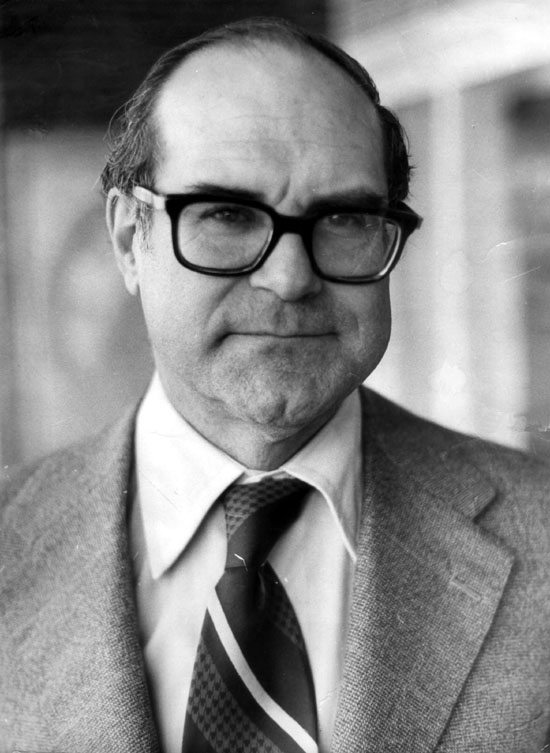
Julián Marías en la época en que publicó Antropología metafísica

La persona humana «aparece como criatura, de realidad recibida pero nueva e irreductible, menesterosa e indigente, consignada a una estructura empírica cerrada y vocada a la mortalidad, pero consistente en espera incesante: un proyecto perdurable que lucha con la muerte. “Lo que” yo soy es mortal, pero “quien” yo soy consiste en pretender ser inmortal y no puede imaginarse como no siéndolo, porque mi vida es la realidad radical».
Frente al desprestigio de la imaginación, afirma Julián Marías que esta es ingrediente constitutivo de la razón. Considera que es menester imaginar la vida perdurable para poder desearla con ilusión (palabra cuyo cambio semántico experimentado en el siglo XIX documentó), y a este respecto es esclarecedor el penúltimo capítulo de su libro La felicidad humana. Si el hombre fuera solo un ser perceptivo de lo sensible, atenido a realidades presentes, no tendría vida humana, no sería persona, porque la vida humana opera en la anticipación del futuro, eligiendo libremente posibilidades, en vista de lo que no está ahí y, por tanto, no se puede percibir sensiblemente. La percepción sensible —que solo aprehende un objeto presente— no permite saber a qué atenerse. Si yo solo tuviera percepción sensible, solo tendría cosas. Y resulta que el hombre hace su vida siempre imaginando el futuro de lo que va a hacer. Consiguió que en 1992 el Diccionario de la Real Academia Española introdujera la voz "futurizo", con la significación de orientado o proyectado hacia el futuro.
En ese sentido, el cine (del que era profundo conocedor y del que dice que muchas ideas filosóficas se le ocurrieron viéndolo) «es una ventana por la cual podemos ver, imaginándolas, posibilidades de nuestra propia vida».

## Pensamiento político
Siendo un niño de seis años, hizo la solemne promesa de no mentir nunca: «la hice con una seriedad que no se creería posible a esa edad, y que había de condicionar el resto de mi vida».
Pero hay «individuos, grupos, organizaciones, cuya profesión es la mentira; a ella se dedican, la cultivan metódicamente, la difunden». Se ha perdido la sensibilidad para la mentira, que se acepta pasivamente. Piensa que esta es la raíz de casi todas las monstruosidades que nos agobian, particularmente de la discordia y hasta de la guerra. «El enemigo capital de la Humanidad es la mentira». Opina que la mentira no debe quedar impune. Como no puede tener un castigo penal, hay algo más elemental y acaso más eficaz: el desprestigio de los que mienten.
Le parece muy evidente la promesa evangélica “la verdad os hará libres”, porque para él la verdad es la condición misma de la libertad, y la falsedad conduce a la servidumbre. Se definía como liberal, y en 1978 escribió: «Durante unos veinte años, si no el único liberal, creo que he sido el único liberal en ejercicio, que lo era activo y públicamente. Y voy a seguir siéndolo, guste o no».
Piensa que una gran parte de los males de este mundo proceden de las malas relaciones con la verdad. Quienes viven contra la verdad la consideran como enemigo que hay que evitar o destruir. La conexión entre verdad y libertad es evidente: «la una depende de la otra, y la falta de una pone en peligro la otra. Cada vez estoy más persuadido de que la causa más profunda de los males que padece la humanidad es la mentira».
La «mentira debe producir el desprestigio, la descalificación inmediata e inapelable. Para ello es menester que “conste”, que sea puesta de manifiesto: que el que miente sea enfrentado con su mentira, actual o pretérita. De ella se puede y debe “pedir cuentas”. Esto, por supuesto, no se hace, y a nadie se obliga a justificar lo dicho o aceptar las consecuencias. Nada perjudica más la salud de una sociedad que la impunidad de la mentira».
Es menester «decir la verdad, proclamarla, exigirla, mantener sus derechos, no transigir con la falsificación. Es el único medio de que haya efectiva convivencia, de que esta pueda ser fraterna en medio de las discrepancias, de que, a pesar de los desacuerdos, haya concordia. Cuando se dice la verdad, se reconoce la razón que tiene cada uno, y no se le da la que no tiene, con lo cual se logra un reflejo fiel de la realidad, que es lo más respetable de este mundo».
La concordia no hay que confundirla con la unanimidad, ni siquiera con el acuerdo. «La diversidad de lo humano, la índole conflictiva de la vida, tanto la privada como la colectiva, excluye la homogeneidad, la unanimidad, que siempre es impuesta, precisamente a costa de la verdad, de su desconocimiento o falsificación. El desacuerdo es muchas veces inevitable. Pero no se puede confundirlo con la discordia». La discordia «es la negación de la convivencia, la decisión de no vivir juntos los que discrepan en ciertos puntos». A Julián Marías le parece preciosa la palabra española “concordia”, que en muchas lenguas no existe, y la sustituye en ellas la voz “coexistencia”. Las cosas coexisten, pero «convivir es vivir juntos, y se refiere a las personas como tales. Es decir, con sus diferencias, con sus discrepancias, con sus conflictos, con sus luchas dentro de la convivencia, de esa operación que consiste en vivir juntos».
La condición de la concordia es «el escrupuloso respeto de lo que es verdad, es decir, de la estructura de la realidad. Lo cual excluye la homogeneidad, la unanimidad, que rara vez existe». Vivir es difícil para el hombre. Su vida es permanente inseguridad. A diferencia del animal inferior, no tiene un eficaz sistema de instintos que orienten y regulen su conducta. «Por eso el error, tan infrecuente en la vida animal, es la amenaza constante de la humana. Por eso el hombre no tiene más remedio que pensar, usar la razón, que no siempre posee en grado necesario, sino que —y esto es lo decisivo— necesita, sin la cual no puede vivir humanamente».
Esa misma razón permite entender el porqué de la discordia. «Si se tiende la mirada por el mundo actual, se ve que está lleno de conflictos, con frecuencia atroces, que se intenta evitar sin pensar primero en sus causas, sin intentar ver en qué consisten. Se intentan diversas terapéuticas sin preocuparse del diagnóstico».
Ha sido una constante histórica la «opresión de los discrepantes, el no reconocerlos y respetar sus diferencias, la posibilidad de convivir con ellos». Hoy se da también la actitud de los discrepantes que intentan imponerse. Rompen la convivencia, «negándose a convivir como porciones en unidades superiores y con diversidad». A veces pretenden imponer su variedad particular, con riesgo de la destrucción y la ruina, y con el máximo desprecio hacia la realidad (por tanto, hacia la verdad). «Lo que suele llamarse “integrismo” o “fundamentalismo” es el ejemplo actual de esta actitud. Es la inversión de la forma tradicional de abuso: no el de las mayorías, sino el de las minorías».
Aunque reprobable, resulta inteligible la primera actitud, pero es difícil comprender la segunda: se trata de un problema intelectual de gran magnitud, al que se presta muy poca atención. Su grado de fanatización no se explica muy bien. «Su origen es probablemente el de espacios confinados, caracterizados por “ritos de iniciación” que obturan la visión de lo real y la sustituyen por alguna fantasmagoría. Pero falta por entender cómo se consigue la extraordinaria difusión que estos fenómenos tienen, más allá de los límites estrechos de una secta. Creo que la clave está en el increíble poder que en esta época han conseguido los medios de comunicación, que permiten la proliferación masiva de lo que se ha engendrado en oscuros espacios maniáticos».
Otra forma de la “imposición de la discrepancia” es el caso de lo que se llama “nacionalismo”. «Con diversos motivos —o pretextos—, que pueden ser las diferencias reales, históricas, religiosas, lingüísticas, que son conciliables con la convivencia y han sido normales en casi todo el mundo, o bien con fundamento en algo tan problemático y discutible como la diversidad étnica, se rompen las unidades amplias, aunque tengan una realidad muy superior a la de sus componentes, y se subraya lo diferencial, desdeñando lo común, que puede ser de magnitud y alcance incomparable».
La forma más aguda de esto es el estado de fragmentación étnica de África, lo que puede llamarse la sustantivación de las tribus, que alcanza grados de ferocidad y destrucción. En un grado menor, se da este fenómeno en sociedades europeas. «Su punto de partida es la fascinación por esa forma particular de sociedad y de estructura estatal que se llama “nación”. Se da por supuesto que es lo “superior”, y en consecuencia se aspira a ello. No importa el hecho notorio de que un gran número de las formas más ilustres de convivencia no han sido naciones. Ni las ciudades griegas, de tan maravillosa memoria, ni la Hélade en su conjunto, ni Roma —ni la urbs ni el Imperio—, ni el califato de Oriente, ni el de Córdoba, ni ningún reino o principado medieval en Europa, ni el Sacro Imperio Romano Germánico, han sido naciones».
En el sentido moderno de la palabra «—no en el sentido medieval, unido al “nacimiento”, y que se conserva hasta en la expresión “tonto de nación”— no ha habido naciones hasta fines del siglo xv, en primer lugar España y Portugal, algo después Francia e Inglaterra, luego las demás que llegaron a ser naciones, y que no han sido nunca todas las porciones de Europa. El uso de esta palabra se extendió, con bastante impropiedad, a América, y luego a todo “estado”, supuestamente independiente, y así se habla de Naciones Unidas».
El nacionalismo «es la hipertrofia de la condición nacional, principalmente por las naciones más tardías, recientes y de breve historia como tales —así Italia y Alemania, que llegaron a serlo hacia 1870—, y más aún por las unidades de convivencia que no han sido nunca naciones, sino partes de las verdaderas». Es una deformación de la realidad. Su estímulo es el descontento. Y consiste en un error: «una interpretación falsa de la realidad propia y de sus relaciones con otras o con los conjuntos a que se pertenece. Casi siempre, esa desvirtuación de la realidad, que engendra el descontento y el malestar, es decir, la falta de verdadera instalación, y con ello el desasosiego, es algo inventado por algunos, de origen individual, contagiado a otros y que finalmente arraiga, se convierte en la interpretación vigente, dificilísima de superar».
Ese es «el origen de la inmensa mayoría de las discordias que afectan a nuestro planeta». Se «trata, pues, de lo que acontece a la verdad; cuando se la desconoce o se la niega, no solo se pierde la libertad y se es siervo de la falsedad, sino que ello acarrea la destrucción de la concordia, de la capacidad de convivir conservando todas las diferencias, las discrepancias ocasionales; en suma, el conjunto de las diversas y verdaderas libertades».

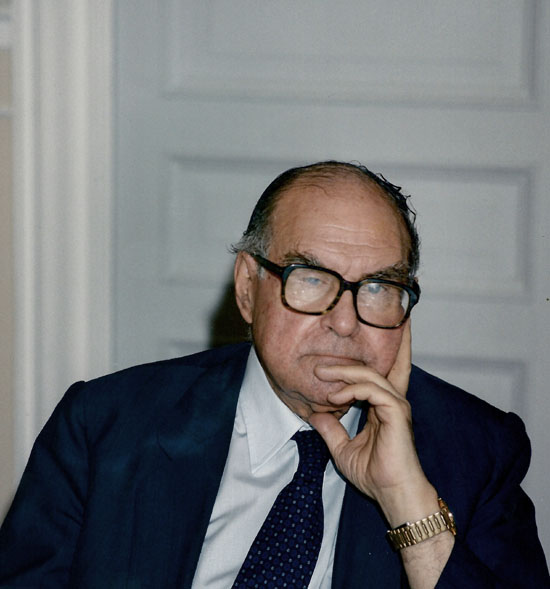
Pensando

Los nacionalismos dependen «de una deformación de la realidad, de un empobrecimiento de ella. La atención se concentra sobre una porción de la realidad, más allá de la cual nada interesa, salvo para la comparación, exclusión y hostilidad. En su núcleo último, alteraciones patológicas de la atención y de la percepción». Esas actitudes nacionalistas «han sido el germen de la discordia en los dos últimos siglos, y las guerras más atroces y menos justificadas han tenido ese origen». Los «nacionalismos parten de la negación de los demás. Son por principio exclusivistas y excluyentes».
El desacuerdo, «que es inevitable y con frecuencia necesario, supone la concordia y se nutre sustancialmente de ella. Es una cuestión de jerarquía: la concordia es lo más importante, el suelo común en el cual descansan el acuerdo o el desacuerdo». Nada «es más peligroso que confundir la concordia con el acuerdo. No es menester estar de acuerdo, se puede discrepar enérgicamente, incluso sobre asuntos graves. Con tal que no se rompa la concordia, la decisión de vivir juntos».
«Julián Marías nos recuerda que la verdad es la condición misma de la libertad y de la concordia. Que no confundamos esta con la unanimidad y ni siquiera con el acuerdo. En la concordia caben la diversidad y el conflicto civilizado, el desacuerdo. Lo contrario de la concordia es la discordia, que es la negación de la convivencia, la decisión de no vivir juntos».

## Pensamiento sobre España e Hispanoamérica
Gracias a las primeras elecciones de nuestra democracia, «como escribió Julián Marías, España pasó a estar en manos de los españoles».
De su libro titulado España inteligible dice Julián Marías que «es acaso el que ha ayudado más a que los españoles se entiendan a sí mismos. Tiene un subtítulo: Razón histórica de las Españas, porque desde 1500 España es inseparable de América y el resto del mundo hispánico». Ese «libro cumple lo que el título promete: inteligibilidad. Por lo visto, esta noción irrita; se prefiere la idea de que España es un país “anormal”, conflictivo, irracional, enigmático, un conglomerado de elementos múltiples y que no se entienden bien. Mostré que España es coherente, más razonable que otros países, en suma, inteligible si se lo mira desde su génesis, sus proyectos, su argumento histórico. Como se ha decretado lo contrario, hay una manifiesta resistencia a mirar la realidad y tomarla en serio. Lo inaceptable es el título, que va contra las ideas recibidas y aceptadas sin crítica, aunque la experiencia las desmienta. Todo antes que admitir que se entienda lo que ha acontecido, que se comprenda un proceso histórico excepcionalmente coherente si se lo mira con la razón histórica y no con la razón abstracta».
Se ha dicho repetidamente de España que es un país conflictivo, inestable, violento, invertebrado, incomprensible. «Pensé que esto se debía a un error de perspectiva: a no ver cómo ha sido y es; a proyectar sobre él imágenes inadecuadas, trasladadas de otros países de distinto origen, formación, proyecto, argumento. España parecía “rara” y escasamente comprensible porque no se reparaba en su realidad. Un pez extraño porque no era un pez, sino un pájaro. Visto así, sorprendentemente inteligible». Por otro lado, se habla últimamente «de “nacionalismo español”, algo inexistente. El nacionalismo es exclusivista, negativo, hostil, reductor; la visión que los españoles han tenido de su país ha sido usualmente lo contrario».
Se acepta fácilmente que «España es un país de rupturas, propenso a la discordia». La historia, en cambio, «muestra un grado sorprendente de continuidad. Los cambios de orientación no son excesivos ni bruscos, las variaciones históricas han sido moderadas, comprensibles, las requeridas por la condición viviente de un país». A lo largo «de muchos siglos, lo que sorprende es la coherencia de la historia española, su continuidad». Prueba de ello «es el carácter inteligible de casi toda nuestra historia». Y hasta sorprende «la concordia existente entre los cristianos españoles durante siglos, a medida que consiguieron liberarse del dominio musulmán; al lado de las constantes luchas entre cristianos en toda la Edad Media europea, es asombrosa la coherencia, la habitual paz entre los cristianos españoles. Es sorprendente, aunque casi nadie se sorprenda, la coherencia entre los diversos reinos, condados o señoríos en que se articuló hasta el final de la Reconquista la España que había vuelto a ser cristiana y en esa medida dueña de sus destinos».
La «España libre fue una España convergente; desde el parentesco de los dominadores de los diferentes reinos hasta la semejanza de los proyectos políticos, de la cultura, de las formas de convivencia. Por debajo de todas las diferencias inevitables, se percibe la creciente unidad española durante toda la Edad Media, hasta la unidad del siglo XV, que aparece como el cumplimiento sin violencias, movido por una fuerte y larga voluntad, de las porciones de una unidad rota por las vicisitudes históricas, ansiosa de integrarse». Desde entonces, la «historia de la España reunida, que vuelve a ser un conjunto unitario en su realidad nacional, es la historia de una concordia apenas perturbada por la diversidad y la pluralidad de acontecimientos a lo largo de varios siglos. No hay la menor dificultad en contar esa historia de una manera coherente; lo difícil, casi imposible, es aplicar a la España moderna una fragmentación que no ha existido, que es inventada a posteriori, ejerciendo violencia sobre los hechos, o superponiendo a estos una imagen recién forjada. Nada asombraría más a los españoles de los siglos siglo XVII y siglo XVIII que la imagen que se ha tratado de imponerles minoritariamente en los últimos tiempos». La «concordia aparece como el rasgo capital de la convivencia entre españoles». Pero se «ha ido sustituyendo la imagen real de la historia española por un repertorio de invenciones dispares, que carecen de coherencia interna, que intenta proyectarse hacia el pasado ejerciendo asombrosa violencia sobre la realidad».

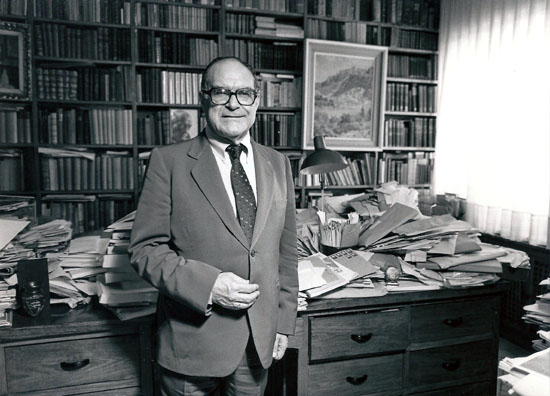
Julián Marías en la biblioteca de su salón

También suele creerse que «España es un país particularmente violento, acaso definido por esa actitud como carácter propio y permanente». Por el contrario, «España es, con gran diferencia, la nación menos violenta de Europa. Aunque haya tenido la desgracia de padecer accesos de violencia “reciente” en las luchas políticas del siglo XIX y en la demencial guerra civil del XX». En «la Edad Media se había luchado contra la invasión islámica en la Reconquista, pero muy poco entre los reinos cristianos». En «la Edad Moderna, los enfrentamientos entre españoles habían sido episódicos y de breve duración». El «siglo XVIII había sido, desde el término de la internacional Guerra de Sucesión, excepcionalmente pacífico, un siglo “blanco”. Si se compara con las luchas enconadas del resto de Europa, desde la época medieval hasta el Renacimiento, las guerras de religión desde la Reforma, los conflictos entre las maravillosas ciudades italianas, la sangrienta historia inglesa hasta 1668, la feroz Guerra de los Treinta Años, la Revolución Francesa y la época napoleónica, la normalidad de la convivencia entre españoles resulta apenas creíble».
Asimismo se da por supuesto «que los que han regido España durante dos siglos, cuando el mundo estaba principalmente en sus manos, cuando se estaba constituyendo esa realidad que llamamos Occidente, eran personajes insignificantes o risibles, aunque esto resulta tan inverosímil que haría incomprensible la historia del mundo». Marías se preguntaba por la frecuencia de esa actitud negativa entre los españoles, por esa obstinada decisión de no enterarse, de no querer comprender, y aventuraba una hipótesis: se debe a «un profundo “descontento” personal. Una de sus raíces es la ignorancia; quiero decir la ignorancia culpable. La actitud a que me refiero se da sobre todo en los “semicultos”, que no saben lo que deberían saber, lo que fingen saber. Sienten malestar, se ven “en falta” y encuentran más fácil rechazarlo todo que informarse y pensar. Ese descontento lleva a la actitud de consolarse con el “mal de muchos”, a admitir que son así porque son españoles». Tal descontento «a veces no es estrictamente personal. Se consideran pertenecientes a una fracción, territorial o ideológica o política. Se identifican con los rasgos de ese grupo, hacen suyo lo que dentro de él tiene curso y validez, y lo proyectan sobre el conjunto, presente, pasado y, lo que es más curioso, futuro». Para remediar esa actitud, Marías confía «en esa modesta operación, tan humana, que se llama pensar».
Cuando era senador, fue rechazada su propuesta de suprimir el término «nacionalidades» del anteproyecto de la Constitución como «nombre de algunas regiones españolas, ya que “nacionalidad” no significa una sociedad o territorio, sino una propiedad, afección o condición. Con esa palabra impropia se trataba de deslizar la de “nación”, como se ha visto después hasta la saciedad». Y con esto no se contentaba a los discrepantes que intentan imponerse. Se comprueba así la verdad de uno de los principios que formuló Julián Marías: no hay que intentar contentar a los que no se van a contentar. Es un esfuerzo innecesario, un trabajo perdido porque no produce el fruto esperado.
Tampoco prevaleció su «interpretación del artículo 15 de la misma Constitución, y se olvida que la fórmula "Todos tienen derecho a la vida" en lugar de "Todas las personas" se aprobó para evitar que por el portillo de que jurídicamente no se es persona hasta 24 horas después del nacimiento pudiera deslizarse fraudulentamente la licitud del aborto (y si esta interpretación prevaleciese, se podría matar, no ya al feto, sino al niño de 23 horas de edad)». La aceptación social del abortoes para Julián Marías lo más grave que ha ocurrido en nuestro tiempo.
Marías esperaba que, terminada su transición a la democracia, España «se animara con un viento de entusiasmo». Debería causar tal entusiasmo este «país que sin violencia ni estrago es devuelto a sí mismo, se recupera, vuelve a ser dueño de su destino y puede poner manos a la obra, imaginar, inventar, proyectar, realizar lo que la estructura de la realidad tolere». Él sabía que existía, aunque soterrado, ese entusiasmo, «pero es evidente que se está intentando aguarlo, sofocarlo, fragmentarlo, desvirtuarlo». Principalmente desde dos frentes. «Uno, el que tacha de “reaccionarismo” el entusiasmo español, o simplemente la aceptación de la realidad íntegra de España, sean cualesquiera las críticas que puedan hacérsele. El otro, el “particularismo”, la visión fragmentaria de nuestra realidad como un conjunto o mosaico de partes insolidarias». Pero él creía que «lo más reaccionario es el retroceso a la prehistoria, la cancelación de lo que ha sido la historia íntegra y sin exclusiones hasta hoy».
Por otra parte, «se está deslizando en nuestra vida pública lo que podríamos llamar el narcisismo de las regiones. Mientras se ejerce despiadada crítica sobre España y no se encuentra en ella más que faltas, culpas y errores, las regiones parecen perfectas, admirables, gloriosas. Ninguna de ellas parece haber pecado nunca ni tener nada de que arrepentirse. El todo resulta mucho menor que la suma de sus partes. ¿Es esto verosímil?». ¿Son «objetivamente mejores que la nación de que forman parte y de la cual se nutren, es decir, de todas ellas juntas en una unidad superior que ha sido el sujeto primario de nuestra historia desde hace medio milenio?». Por el contrario, lo que una visión serena muestra es «la pobreza de lo que se puede considerar privativo de una región cualquiera, comparado con lo que, por ser español y común, es propio de todas y cada una. El proceso por el cual se persuade a los habitantes de una región española a sentirse “ajenos” a lo que no es “exclusivo” de esa región, es el más colosal empobrecimiento —yo diría, con mayor energía, despojo— que pueda imaginarse. Y si de algo estoy seguro es de que un día no lejano los naturales de las regiones en que tales operaciones se lleven a cabo pedirán airadamente cuentas a los que hayan intentado reducirlas a la indigencia cultural e histórica».
La nueva imagen de España debería buscarse mediante un esfuerzo que se podría resumir con estas palabras: no renunciar a nada. No renunciar a «la prodigiosa variedad de España, a la pervivencia dentro de ella de modalidades diferentes, vivas, entusiastas, de lenguas particulares que pueden alcanzar perfección y añadir matices valiosos a una cultura ya muy compleja. A una lengua común, la que empezó por ser castellana y fue muy pronto española, cuyo destino histórico fue convertirse en la expresión de una de las culturas más creadoras y universales de Occidente. A una empresa histórica que contribuyó decisivamente a la formación de Europa y de la conciencia europea global, y trascendió de los límites continentales europeos para crear la primera gran comunidad de pueblos heterogéneos después del Imperio romano».
Ve imperiosa la necesidad «de incluir, desde cierto momento, América como ingrediente esencial de España. Sin ello, España es ininteligible; y no basta con tener en cuenta el mundo americano como un apéndice o un complemento, sino que hay que dar razón de él, a la vez, si se quiere comprender la realidad efectiva que fueron las Españas: toda consideración aislada de España o de la América hispánica está condenada al fracaso, renuncia automáticamente a entender».
La originalidad de España estriba en que es una nación transeuropea, a diferencia de las que son meramente intraeuropeas. Desde que es una nación, España «no ha sido nunca sólo España, o si se prefiere, no ha estado nunca sola. Fue una Monarquía en dos continentes, una nación trasnacional y no nacionalista». Muy pronto la Nación española se convirtió en lo que llama Marías una Supernación transeuropea en ambos hemisferios de la Tierra. Se trató de un «conjunto de pueblos heterogéneos, que había de llamarse la Monarquía católica o la Monarquía hispánica, o con un nombre todavía más acertado, las Españas».
Exactamente treinta años después del descubrimiento de América, «Elcano, con la pequeña nave Victoria, completó la primera vuelta al mundo. Parece difícil creerlo. Por esas fechas están descubiertos y explorados vastos territorios, en las Antillas, América Central, México, amplias penetraciones en Suramérica; y, por supuesto, fundaciones de ciudades en todas partes. A mediados del siglo XVI, los españoles dominan la mayor parte de América del Sur (salvo el Brasil), toda América Central, la Nueva España y buena parte de lo que hoy son los Estados Unidos. Hay una ciudad americana que tiene tiempo de que a ella llegue el Gótico: Santo Domingo. La imprenta publica numerosos libros en México; en 1551, después del Estudio General de Santo Domingo, se fundan las Universidades de México y San Marcos de Lima (Harvard, 1636; Yale, 1701). Descubierto el Pacífico por Núñez de Balboa (1513), seis años después lo navega Magallanes desde el Sur, muere en las Filipinas, prosiguen los descubrimientos, y Elcano continúa hasta dar la vuelta al mundo (la segunda circunnavegación, la de Francis Drake, se hará esperar cincuenta y ocho años, hasta 1580). América se llena de ciudades construidas por los españoles, de iglesias, palacios, obras de arte (se calculan en 600.000 los cuadros pintados por la Escuela Cuzqueña en tres siglos de Virreinato). Se estudian las lenguas indígenas, se componen vocabularios de ellas, se estudia minuciosamente la geografía, la fauna, la flora, la minería».
Los territorios hispanoamericanos «nunca se interpretaron como “colonias”, palabra que no se usaba, que fue adoptada, paradójicamente, por los independentistas hispanoamericanos, tomando el modelo de las colonias inglesas y francesas en Asia y África durante los siglos XVIII y XIX. Fueron provincias o reinos, pertenecientes a la misma Corona; es decir, países con el mismo Rey».
Pocos españoles saben que el Rey Felipe IV tradujo hacia 1630 toda la Historia de Italia de Francesco Guicciardini: unas dos mil páginas que el Rey iba traduciendo en el tiempo de ocio que le dejaban libres los asuntos de gobierno, como tiene buen cuidado de señalar, para aprender bien italiano y a la vez como homenaje al gran historiador. En el Epílogo breve que escribió para su traducción, Don Felipe IV se refiere a sí mismo como «un Rey de las Españas y de tantos Imperios»; se trata de esa «tan grande y dilatada Monarquía»; habla de «provisiones de oficios y puestos de los Reinos que competen a estas Coronas»; y después de decir que quería que los habitantes de ellos pudieran hablarle en sus lenguas sin tener que aprender la del Rey, añade: «Y así aprendí y supe bien las lenguas de España, la mía, la aragonesa, catalana y portuguesa. No me satisfice con solas ellas, pues, en comparación del dominio que posee esta Monarquía fuera de España, viene a quedar ella por una parte moderada». Y todavía habla más adelante de «noticias que tanto nos importan alcanzar para mejor gobierno universal de estos Reinos y de los Estados que posee esta Monarquía».
Pero ese Mundo Hispánico se encuentra hoy dividido, expuesto a la inestabilidad, vulnerable a la subversión, a la opresión interna y a la agresión exterior. Ortega señaló el particularismo como la más grave tentación española: afecta a España y a los países hispanoamericanos desde su separación e independencia. La crisis iniciada a comienzos del siglo XIX es la raíz más honda de los males que acechan a los pueblos hispánicos, y causa en ellos una interna debilidad, «lo que condena al fracaso los programas que en ellos se gestan e impide que tengan las consecuencias a largo plazo que serían necesarias». Se trata de una anormalidad, pero no de una inferioridad de cultura ni de una incapacidad para la vida colectiva, sino que esta «está perturbada desde el comienzo por una fragmentación que destruye el verdadero horizonte proyectivo. Paradójicamente, la pérdida del pasado priva a los pueblos hispánicos de apertura al futuro».
Por todo ello la «empresa de nuestro tiempo no puede ser otra que la recomposición de las Españas»: de esta recomposición depende que las posibilidades de cada una de ellas se multipliquen o se reduzcan a un mínimo. La tentación para España es un europeísmo exclusivista, negativo y antiamericano. Para los países hispanoamericanos la mayor tentación «ha sido el intencionado mito de “Latinoamérica”, palabra acuñada, con propósitos políticos, a mediados del siglo XIX, y cuya falsedad se revela en el hecho de que nunca se incluye en ella Quebec; esa expresión finge una unidad suficiente sin referencia a España, es decir, al principio efectivo de vinculación de sus miembros entre sí. Si se elimina el ingrediente español en los países hispánicos, se volatiliza toda comunidad histórica entre ellos, desaparecen sus raíces compartidas, y con ello toda conexión social que pudiera llegar a articularlos en un mundo coherente».
Señala Marías que «el nombre usual, incluso mucho tiempo después de la independencia, era “América Española”. Lo usa normalmente Rubén Darío, ya dentro de nuestro siglo. Por supuesto, es la expresión usada en 1853 por la Revista Española de Ambos Mundos». Pero la expresión Latinoamérica (o América Latina, Amérique Latine) fue inventada en Francia hace algo más de un siglo, para justificar la intervención en México apoyada por Napoleón III: el ejército del mariscal Bazaine invadió ese país con el fin de afirmar al Emperador Maximiliano. Michel Chevalier, que colaboraba activamente en la política de Napoleón III, lanzó en 1861 la expresión América Latina, para preparar la justificación de que Francia interviniese decisivamente en un país de la América Hispánica. «Ese nombre se usó por primera vez en 1861, en la Revue des Races Latines. Desde esa fecha lo emplea temáticamente Chevalier, y en los años siguientes lo usan solamente seis autores franceses y dos hispanoamericanos residentes desde tiempo atrás en Francia, como ha documentado con toda precisión John L. Phelan, admirable historiador de la América Hispánica: “El abbé Domenech —dice— la primera vez que se refirió a l'Amérique Latine agregó c'est à dire, le Méxique, l'Amérique Centrale et l'Amérique du Sud. El autor se daba cuenta de que estaba usando un término nuevo cuyo significado había que explicar a sus lectores”».
La intervención militar francesa fue un fracaso, que terminó con el fusilamiento de Maximiliano en 1867. Los mexicanos, con Juárez a la cabeza, rechazaron la intervención, pero la expresión Amérique Latine siguió su curso. «Fue adoptada, lo que era bastante comprensible, por italianos; también por ingleses; penetró en los Estados Unidos y se aclimató allí. Lo inexplicable es que fue crecientemente acogida por los hispanoamericanos, hasta llegar al actual predominio sobre las demás denominaciones». Dice que es inexplicable «porque es un nombre “colonialista” por excelencia, inventado para favorecer una intervención enteramente ajena. Es además —y esto es lo más grave— un término falso, porque lo “latino” como tal no tiene que ver con América, porque nadie incluye en él Quebec, que es lo que podría considerarse así, y porque hablar de “raza latina” en Hispanoamérica, con la presencia de millones de indios, mestizos, negros, mulatos y personas de otros orígenes étnicos, no tiene el menor sentido».

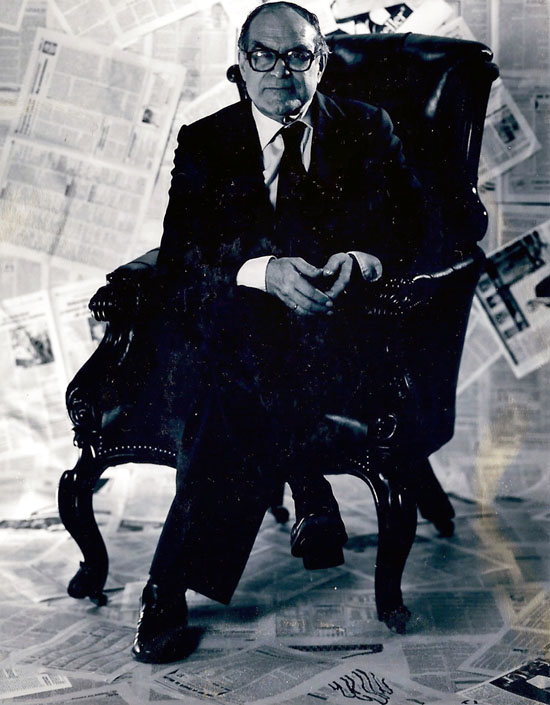
Rodeado de periódicos

Pero si se prescinde del elemento hispánico, ¿qué tienen que ver entre sí los países de que estamos hablando? Lo que «tiene realidad no es Hispanoamérica sola, sino con España; del mismo modo que España es histórica, social y culturalmente una realidad insuficiente, que no se entiende aislada. Es lo que designo como una nación “transeuropea”, a diferencia de las “intraeuropeas”. Lo que es efectivamente real, con realidad saturada, plena e inteligible, es el mundo hispánico». Es necesario «despertar la conciencia del vínculo unitario hispánico en los países de América, si no han de seguir siendo sociedades insuficientes y fácilmente manipulables. Y no menos despertar en España análoga conciencia de pertenencia a América, de proyección hacia el otro continente, donde tiene, paralelamente a Europa, su horizonte histórico. La mutua pertenencia es condición de que la realidad de ambas porciones del mundo hispánico no quede ya inicialmente mutilada». Hay que recordar que mientras «estos países estuvieron unidos por la misma Corona, su unidad y su diversidad estuvieron a salvo. Nunca se intentó forzar una homogeneidad inexistente; los Virreinatos y Capitanías generales funcionaban como verdaderos países, con profundas diferencias, pero dentro de la unidad, con España, de una misma Monarquía». Ahora bien, eso se ha desdibujado y casi perdido con la independencia. Los Virreinatos se fragmentaron, se oscureció el origen español, y tuvieron lugar rivalidades nacionalistas. «Habría que medir la perturbación que ello ha causado en el mecanismo de proyección de los diversos países americanos y de España misma».

## Pensamiento cristiano
Al recibir, en 1996, el doctorado honoris causa en Teología por la Universidad Pontificia de Salamanca, Julián Marías dijo que hoy se da un frecuente olvido de «las razones para creer». Y afirmaba que «los contenidos de la creencia religiosa cristiana son razonables».
Sus reflexiones sobre la conexión de la razón con la fe arrancaron desde su primera juventud, especialmente desde 1933, cuando ―dice― «visité por primera vez Jerusalén y los lugares en que apareció el cristianismo».Allí, a los diecinueve años de edad, en el Santo Sepulcro hizo esta petición: «Dios mío, dame una vida intensa y llena de sentido cristiano».
Una vez Marías le preguntó a Ortega: «“¿Qué le parecería una Suma Teológica según la razón vital?”. Se quedó un momento en silencio y me dijo: “No estaría mal: sería posible”. Creí ver una chispa de ilusión en sus ojos, pero ciertamente aquella empresa no era suya».Porque desde este punto de vista de la razón vital, a «última hora, todo esto está mínimamente pensado. Y es curioso cómo entre una vida religiosa, meramente piadosa, por una parte, y una especulación teológica y filosófica helenizada, por otra, se ha ido de entre las manos lo que significa la verdadera transformación de la filosofía al irrumpir en ella el cristianismo, si se ejerce desde la condición del cristiano como tal. Esa forma de filosofía es fatigosa, difícil de sostener, y se abandona una vez y otra, se cae de ella como si fuera una cima inestable. Esta es la historia entera del pensamiento europeo desde los orígenes del cristianismo hasta ahora». Pero la «filosofía que nace del cristianismo, de la condición humana que es ser cristiano, si se apura está todavía por hacer; y es posible que sea nuestro tiempo, a la vez, el que se ha alejado más de ella y el que ha llegado a elaborar y poseer, por vez primera, el repertorio de conceptos adecuados con los cuales sería posible intentar pensarla. Conceptos que llevan dentro, claro está, toda la tradición griega, pero que no se quedan en ella, no dependen de ella; que se atreven a ejercer, frente a esa ilustre, prodigiosa tradición, la libertad».
Para Gratry, al que Marías dedicó su tesis doctoral, el conocimiento de Dios está al alcance de todos porque su luz ilumina a todo hombre que viene a este mundo. «El hombre, según Gratry, tiene tres facultades: una primaria, el sentido, y dos derivadas, la inteligencia y la voluntad. El sentido es el fondo de la persona. Y este sentido es triple: externo, mediante el cual siento la realidad de mi cuerpo y del mundo; íntimo, con el que me siento a mí mismo y a mis prójimos, y divino, por el cual encuentro a Dios en el fondo de mi alma, que es imagen suya. Este sentido divino define la relación primaria del hombre con Dios, relación radical, porque el ente humano tiene su fundamento y su raíz en Dios. El hombre encuentra en su fondo un contacto divino, y allí reside su fuerza, que lo hace ser».
Dice en otro lugar: «yo he tenido siempre una fe muy profunda. Para mí, la pervivencia siempre ha sido algo perfectamente seguro y perfectamente claro. No solo la fe sino la razón me empuja a pensar que la realidad personal es algo de otro orden. No puedo comprender cómo un proceso biológico, fisiológico, tiene una relación con la realidad personal, con alguien, conmigo. Es una realidad de otro orden». Yo «nunca he dudado de la existencia más allá de la muerte de las personas que he conocido, de las personas que he amado». Si, por ejemplo, «pienso en mí, no tengo duda. No creo en mi aniquilación. Pienso en mi muerte como un tránsito, una transición a otra vida. No considero mi disolución».

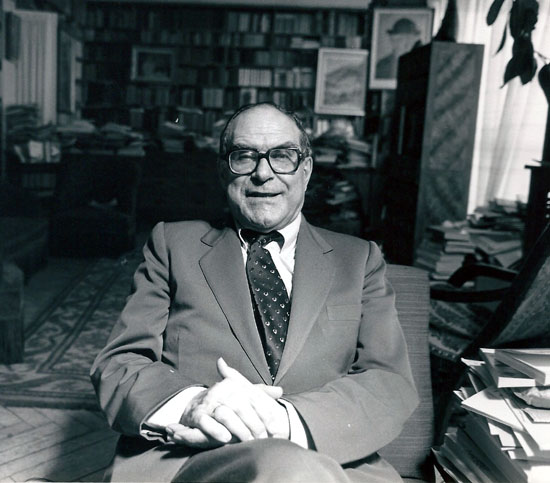
Mirando, en el salón su casa, la copia de la Anunciación de Fra Angélico

Cuando murió Ortega, en 1955, Marías escribió que esperaba seguir conversando con él: «Como creo en la vida perdurable, cuento con esa conversación infinita. Y como también creo en la resurrección de la carne, espero oír otra vez su voz entrañable y sentir en mi mano su mano eternamente amiga».

## Obras
- “Notas de un viaje a Oriente"; en VV. AA.: Juventud en el Mundo Antiguo (Crucero Universitario por el Mediterráneo), Espasa-Calpe, Madrid, 1934, págs. 191-251.
- Historia de la filosofía, con un prólogo de Xavier Zubiri, epílogo (publicado póstumamente) de José Ortega y Gasset, Revista de Occidente, Madrid, 1941 (28ª ed. en 1976). Última edición: Alianza Editorial, Madrid, 2016.
- La filosofía del Padre Gratry. La restauración de la Metafísica en el problema de Dios y de la persona, Escorial, Madrid, 1941.
- Miguel de Unamuno, Espasa-Calpe, Madrid, 1943.
- El tema del hombre, Revista de Occidente, Madrid, 1943 (editado posteriormente en versión reducida por Espasa-Calpe en 1952).
- San Anselmo y el insensato y otros estudios de filosofía, Revista de Occidente, Madrid, 1944.
- Introducción a la filosofía, Revista de Occidente, Madrid, 1947.
- Filosofía española actual. Unamuno, Ortega, Morente, Zubiri, Espasa Calpe, Madrid, 1948.
- Fedro, de Platón (Introducción y notas de Julián Marías, traducción  de María Araujo), Revista de Occidente Argentina, Buenos Aires, 1948.
- El método histórico de las generaciones, Revista de Occidente, Madrid, 1949.
- Diccionario de literatura española (en colaboración con Germán Bleiberg), Revista de Occidente, Madrid, 1949.
- Ortega y tres antípodas. Un ejemplo de intriga intelectual, Revista de Occidente, Buenos Aires, 1950.
- La Filosofía en sus textos, 2 vols, Labor, Barcelona, 1950.
- La escolástica en su mundo y en el nuestro, Colección Huguin, Pontevedra, 1951.
- El existencialismo en España, Universidad Nacional de Colombia, Bogotá, 1953.
- Biografía de la Filosofía, Emecé, Buenos Aires, 1954.
- Ensayos de teoría, Barna, Barcelona, 1954.
- Idea de la Metafísica, Columba, Buenos Aires, 1954.
- Aquí y ahora, Revista de Occidente, Madrid, 1954.
- Universidad y sociedad en los Estados Unidos, Langa, Madrid, 1954.
- Ensayos de convivencia, Revista de Occidente, Madrid, 1955.
- La estructura social. Teoría y método, Sociedad de Estudios y Publicaciones, Madrid, 1955.
- Filosofía actual y existencialismo en España, Revista de Occidente, Madrid, 1955.
- La imagen de la vida humana, Emecé, Buenos Aires, 1955.
- Los Estados Unidos en escorzo, Revista de Occidente, Madrid, 1956.
- El intelectual y su mundo, Atlántida, Buenos Aires, 1956.
- “Comentario” a Meditaciones del Quijote de José Ortega y Gasset, Universidad de Puerto Rico, 1957.
- Ataraxia y alcionismo, Instituto Ibys, Madrid, 1957.
- El oficio del pensamiento, Biblioteca Nueva, Madrid, 1958.
- Obras I (Historia de la filosofía [1941]), Revista de Occidente. Madrid, 1958.
- La Escuela de Madrid. Estudios de filosofía española, Emecé, Buenos Aires, 1959.
- Un escorzo de la experiencia de la vida; en Azorín, Laín, Marías, Aranguren, Menéndez Pidal: Experiencia de la vida (introducción por Julián Marías), Revista de Occidente, Madrid, 1959.
- Ortega. I. Circunstancia y vocación, Revista de Occidente, Madrid, 1960.
- Obras V (Miguel de Unamuno [1943]. La Escuela de Madrid [1959]. La imagen de la vida humana [1955]), Revista de Occidente, Madrid, 1960.
- Ortega ante Goethe, Taurus, Madrid, 1961.
- Obras VI (El método histórico de las generaciones [1949]. La estructura social [1955]. El oficio del pensamiento [1958]), Revista de Occidente, Madrid, 1961.
- Los españoles, Revista de Occidente, Madrid, 1962.
- Obras II (Introducción a la filosofía [1947]. Idea de la Metafísica [1954]. Biografía de la Filosofía [1954]), Revista de Occidente, Madrid, 1962.
- La España posible en tiempo de Carlos III, Sociedad de Estudios y Publicaciones, Madrid, 1963.
- La Filosofía en sus textos, 3 vols, Labor, Barcelona, 1963.
- El tiempo que ni vuelve ni tropieza, Edhasa, Barcelona, 1964.
- Historia de la filosofía y de la ciencia (en colaboración con Pedro Laín Entralgo), Guadarrama, Madrid, 1964.
- Obras III (Aquí y ahora [1954]. Ensayos de convivencia [1955]. Los Estados Unidos en escorzo [1956]), Revista de Occidente, Madrid, 1964.
- La realidad histórica y social del uso lingüístico. Discurso de recepción del académico de número Excmo. Sr. D. Julián Marías. Y contestación del Excmo. Sr. D. Rafael Lapesa. Sesión del 20 de junio de 1965, Real Academia Española, Madrid, 1965.
- El uso lingüístico, Columba, Buenos Aires, 1966.
- Valle-Inclán en el Ruedo Ibérico, Columba, Buenos Aires, 1966.
- Consideración de Cataluña, Aymá, Barcelona, 1966.
- Nuestra Andalucía, Díaz-Casariego, Madrid, 1966.
- Obras VII (Los Españoles [1962]. La España posible en tiempo de Carlos III [1963]. El tiempo que ni vuelve ni tropieza [1964]), Revista de Occidente, Madrid, 1966.
- Al margen de estos clásicos. Autores españoles del siglo XX (Prologue and Glossary by Beejee Smith), Afrodisio Aguado, Madrid, 1967.
- “Selección y prólogo” a Diarios de Gaspar Melchor de Jovellanos, Alianza Editorial, Madrid, 1967.
- Análisis de los Estados Unidos, Guadarrama, Madrid, 1968.
- Nuevos ensayos de filosofía, Revista de Occidente, Madrid, 1968.
- Obras IV (San Anselmo y el insensato y otros estudios de filosofía [1944]. La filosofía del Padre Gratry [1941]. Ensayos de teoría [1954]. El intelectual y su mundo [1956]), Revista de Occidente, Madrid, 1969.
- Obras VIII (Análisis de los Estados Unidos [1968]. Israel: una resurrección [1970]. Imagen de la India [1961]. Meditaciones sobre la sociedad española [1966]. Consideración de Cataluña [1966]. Nuestra Andalucía [1966]. Nuevos ensayos de filosofía [1968]), Revista de Occidente, Madrid, 1970.
- Antropología metafísica. La estructura empírica de la vida humana, Revista de Occidente, Madrid, 1970.
- Visto y no visto. Crónicas de cine, Guadarrama, Madrid, 1970, 2 vols.
- Esquema de nuestra situación, Columba, Buenos Aires, 1970.
- Tres visiones de la vida humana, Salvat, Madrid, 1971.
- Sobre Hispanoamérica, Revista de Occidente, Madrid, 1972.
- Imagen de la India e Israel: una resurrección, Revista de Occidente, Madrid, 1973.
- Innovación y arcaísmo, Revista de Occidente, Madrid, 1973.
- La justicia social y otras justicias, Seminarios y Ediciones, Madrid, 1974.
- Literatura y generaciones, Espasa-Calpe, Madrid, 1975.
- La España real, Espasa-Calpe, Madrid, 1976.
- Feijoo y las generaciones del siglo XVIII; en Fray Benito Jerónimo Feijoo. Fe cristiana e Ilustración, Seminario Metropolitano de Oviedo, Publicaciones Studium Ovetense, Oviedo, 1976 (prefacio introductorio, págs. 1-17).
- La devolución de España, Espasa-Calpe, Madrid, 1977.
- España en nuestras manos, Espasa-Calpe, Madrid, 1978.
- Problemas del cristianismo, BAC, Madrid, 1979.
- La mujer en el siglo XX, Alianza Editorial, Madrid, 1980.
- Cinco años de España, Espasa-Calpe, Madrid, 1981.
- Obras IX (Ortega y tres antípodas [1950]. El lugar del peligro [1958]. Ortega. Circunstancia y vocación [1960]. Ensayos [1956-1980]), Revista de Occidente. Madrid, 1982.
- Obras X (Antropología metafísica [1970]. Ensayos [1959-1980]), Revista de Occidente, Madrid, 1982.
- La mort de l’autre dans le couple: Julián Marías; en Christian Chabanis: ¿La mort, un terme ou un commencement? Fayard, Paris, 1982, págs. 291-308.
- Ortega. II. Las trayectorias, Alianza Editorial, Madrid, 1983.
- “Una visión antropológica del aborto”: Cuenta y Razón 10 (1983) 9-14.
- Ciudades (en colaboración con Dionisio Ridruejo y Fernando Chueca), Prensa Española, Madrid, 1983.
- Breve tratado de la ilusión, Alianza Editorial, Madrid, 1984.
- España inteligible. Razón histórica de las Españas, Alianza Editorial, Madrid, 1985. ISBN: 9788420679242[85][86]
- Cara y Cruz de la Electrónica (introducción de José Luis Pinillos), Espasa-Calpe, Madrid, 1985.
- La mujer y su sombra, Alianza Editorial, Madrid, 1986.
- La libertad en juego, Espasa-Calpe, Madrid, 1986.
- Hispanoamérica, Alianza Editorial, Madrid, 1986.
- Ser español. Ideas y creencias en el Mundo Hispánico, Planeta, Barcelona, 1987.
- La felicidad humana, Alianza Editorial, Madrid, 1987.
- Una vida presente. Memorias 1 (1914-1951), Alianza Editorial, Madrid, 1988.
- Una vida presente. Memorias 2 (1951-1975), Alianza Editorial, Madrid, 1989.
- Una vida presente. Memorias 3 (1975-1989), Alianza Editorial, Madrid, 1989.
- Generaciones y constelaciones, Alianza Editorial, Madrid, 1989.
- Cervantes clave española, Alianza Editorial, Madrid, 1990.
- Reflexión sobre el cine. Discurso del académico electo Excmo. Sr. D. Julián Marías en el acto de su Recepción Pública el día 16 de diciembre de 1990. Y contestación del Excmo. Sr. D. Fernando Chueca Goitia. Real Academia de Bellas Artes de San Fernando. Madrid, MCMXC.
- Acerca de Ortega, Espasa Calpe, Madrid, 1991.
- La educación sentimental, Alianza Editorial, Madrid, 1992.
- La Corona y la comunidad hispánica de naciones, Asociación Francisco López de Gómara, Madrid, 1992.
- Razón de la filosofía, Alianza Editorial, Madrid, 1993.
- Mapa del mundo personal, Alianza Editorial, Madrid, 1993.
- El cine de Julián Marías. Escritos sobre cine, compilación de Fernando Alonso, Royal Books, Barcelona, 1994.
- Tratado de lo mejor. La moral y las formas de la vida, Alianza Editorial, Madrid, 1995.
- Persona, Alianza Editorial, Madrid, 1996.
- España ante la historia y ante sí misma (1898–1936), Espasa Calpe, Madrid, 1996.
- Creencia y evidencia. Lección al recibir el Doctorado Honoris Causa en Teología por la Universidad Pontificia de Salamanca; en Doctorado Honoris Causa. Dr. Pedro Laín Entralgo. Dr. Julián Marías Aguilera. Salamanca, 15 de noviembre de 1996. Universidad Pontificia de Salamanca, Facultad de Teología, Salamanca, 1996.
- Sobre el cristianismo, Planeta Testimonio, Barcelona, 1997.
- El curso del tiempo, Tomos I y II, Alianza Editorial, Madrid, 1998.
- La España real, Espasa, Madrid, 1998.
- La perspectiva cristiana, Alianza Editorial, Madrid, 1999.
- Tratado sobre la convivencia. Concordia sin acuerdo, Martínez Roca, Barcelona, 2000.
- 25 años de reinado de Juan Carlos I (coordinado por Julián Marías), Planeta, Barcelona, 2000.
- Entre dos siglos, Alianza Editorial, Madrid, 2002.
- La fuerza de la razón, Alianza Editorial, Madrid, 2005.
- Una vida presente. Memorias, Páginas de Espuma, Madrid, reed. 2008.
- Notas de un viaje a Oriente, Páginas de Espuma, Madrid, 2011.
- La Guerra Civil. ¿Cómo pudo ocurrir?, Fórcola, Madrid, 2012.
- La España posible del siglo XXI, Ápeiron, Madrid, 2015.

Obras de Julián Marías traducidas a otros idiomas distintos del castellano:
Inglés:
- Reason and Life. The Introduction to Philosophy, New Haven, Yale University Press; London, Hollis & Carter, 1956, 413 pp. Trad. Kenneth S. Reid; Edward Sarmiento. 2 ed.: Westport, Conn., Greenwood Press, 1975.
- History of Philosophy, New York, Dover Publication, 1967, 505 pp. Trad. Stanley Appelbaum; Clarence C. Strowbridge.
- José Ortega y Gasset: Circumstance and Vocation, Norman, University of Oklahoma Press, 1970, 479 pp. Trad. Frances M. López-Morillas.
- Generations: A Historical Method, University of Alabama Press, 1970, 220 pp. Trad. Harold C. Raley.
- Metaphysical Anthropology. The empirical structure of human life, University Park, Pennsylvania State University Press, 1971, 273 pp. Trad. Frances M. López-Morillas.
- America in the Fifties and Sixties: Julian Marias on the United States, London, Pennsylvania State University Press, 1972, 444 pp. Trad. Blanch de Puy; Harold C. Raley.
- A Biography of Philosophy, University of Alabama Press, 1984, 255 pp. Trad. Harold C. Raley.
- The Structure of Society, University of Alabama Press, 1987, 224 pp. Trad. Harold C. Raley.
- Understanding Spain, Ann Arbor, University of Michigan Press; San Juan, Editorial de la Universidad de Puerto Rico, 1990, 452 pp. Trad. Frances M. López-Morillas.
- The Christian Perspective, Houston, Halcyon Press, 2000, 133 pp. Trad. Harold Raley.
- Miguel de Unamuno, Cambridge, Massachusetts, Harvard University Press, 1966, 236 pp. Trad. Frances M. López-Morillas.
- Philosophy as Dramatic Theory, University Park, The Pennsylvania State University Press, 1971, 256 pp. Trad. James Parsons.
- Gratry's Philosophy, Adelaide, ATF Press, 1991, 274 pp. Trad. Mary L. O'Hara.

Italiano:
- Costellazioni e generazioni, Palermo, Palumbo, 1983, 282 pp. Trad. Giacinto Lentini.
- La felicita umana. Un impossibile necessario, Cinisello Balsamo, Edizioni paoline, 1990, 423 pp. Trad. Grazia e Luigi Ferrero.
- Piccolo trattato del bene e del meglio. La morale e le forme della vita, Cinisello Balsamo, San Paolo, 1999, 150 pp. Trad. Mirella Magnatti Fasiolo.
- Sul cristianesimo, Milano, Mursia, 2001, 195 pp. Trad. Juan Pablo Gómez Carriquiri.
- Ragione e vita. Un'introduzione alla filosofia, Roma, Universita della Santa Croce, 2004, 527 pp. Trad. Francesco De Nigris.

Portugués:
- Introdução à filosofia contemporânea, Coímbra, Coimbra Editora, 1943, 104 pp. Trad. Sílvio Lima.
- A estrutura social. Teoria e método, São Paulo, Livr. Duas Cidades, 196?, 294 pp. Trad. de Diva R. de Toledo Piza.
- Biografia da filosofia e ideia da metafisica, São Paulo, Livr. Duas Cidades, 1966, 278 pp. Trad. de Diva R. de Toledo Piza.
- Literatura e gerações, São Paulo, Livr. Duas Cidades, 1977, 179 pp. Trad. Diva Ribeiro de Toledo Piza.
- Um mundo novo — os Estados Unidos, Río de Janeiro, Ed. Presença, 1984, 276 pp. Trad. Diva Ribeiro de Toledo Piza.
- A perspectiva cristã, São Paulo, Martins Fontes, 2000, 131 pp. Trad. Diva Ribeiro de Toledo Piza

Alemán:
- José Ortega y Gasset und die Idee der lebendigen Vernunft; eine Einführung in seine Philosophie, Stuttgart, Deutsche Verlags-Anstalt, 1952. Trad. Aurelio Fuentes Rojo; Anneliese Weigel.
- Einführung in die Philosophie, Meisenheim am Glan, Hain, 1965, 402 pp.

Francés:
- Philosophes espagnols de notre temps*, Paris, Aubier–Ed. Montaigne, 1954, 210 pp. Trad. P.–X. Despilho.
- Idée de la métaphysique, Toulouse, Association des publications de la Faculté des lettres et sciences humaines de Toulouse, 1969, 46 pp. Trad. Alain Guy.

Rumano:
- Spania în fata istoriei si a ei însesi (1898–1936), Iasi, Editura Universitatii «Alexandru Ioan Cuza», 2003, 133 pp. Trad. Dana Diaconu.
- Perspectiva crestina, Bucuresti, Anastasia, 2003, 163 pp. Trad. Mihai Cantuniari.

Japonés:
- Ragan no supein. Moeagaru shi no kaiken, Tōkyō, Ronsōsha, 1992. Trad. Ryūsei Nishizawa; Atsushi Takeda.

Polaco:
- Osoba, Warszawa, Furta Sacra, 2010, 194 pp. Trad. Krzysztof Urbanek.

Árabe:
- España inteligible. Razón histórica de las Españas, 2014.

## Traducciones
- Discurso sobre el espíritu positivo. A. COMTE. Traducción de Julián Marías. Revista de Occidente, Madrid, 1934.
- Introducción a la filosofía. R. LEHMANN. Traducción de Julián Marías. Revista de Pedagogía, Madrid,1935.
- De lo eterno en el hombre. M. SCHELER. Traducción de Julián Marías. Revista de Occidente, Madrid 1940.
- El dinero y el oro. H. HÖPKER. Traducción de Julián Marías. Revista de Occidente, Madrid, 1940.
- El conocimiento de Dios. A. GRATRY. Traducción de Julián Marías. Pegaso, Madrid, 1941.
- La crisis de la conciencia europea. P. HAZARD. Traducción de Julián Marías. Pegaso, Madrid, 1941.
- Viaje por los valles de la quina. P. MARCOY. Traducción de Julián Marías. Espasa-Calpe, Madrid, 1942.
- Discurso de metafísica. Gottfried Wilhelm LEIBNIZ. Introducción, traducción y comentarios de Julián Marías. Revista de Occidente, Madrid, 1942.
- Sobre la felicidad. Lucio Anneo SÉNECA. Introducción, traducción y comentarios de Julián Marías. Revista de Occidente, Madrid, 1943.
- Guerra y capitalismo. W. SOMBART. Traducción de Julián Marías. Summa, Madrid, 1943.
- Sobre  el  saber  filosófico. KANT. Traducción y prólogo de Julián Marías. Facultad de Filosofía de la Universidad Complutense, Madrid, 1998 (publicado originariamente en Adán, Madrid, 1943).
- Teoría de las concepciones del mundo. W. DILTHEY. Versión, introducción y notas de Julián Marías. Revista de Occidente, Madrid, 1944.
- El pensamiento europeo en el siglo XVIII. P. HAZARD. Traducción de Julián Marías. Revista de Occidente, Madrid, 1946.
- La existencia de un estado puramente afectivo. MAINE DE BIRAN. Traducción de Julián Marías. Revista de Psicología, Madrid, 1947.
- Cultura y educación. E. SPRANGER. Traducción de Julián Marías. Espasa-Calpe Argentina, Buenos Aires, 1948.
- Existencia. TURGOT. Traducción de Julián Marías. Revista de Psicología general aplicada, Madrid, 1948.
- Teoría del lenguaje. K. BÜHLER. Revista de Occidente, Madrid, 1950.
- Política. ARISTÓTELES. Traducción, introducción, notas y edición bilingüe de Julián Marías y María Araujo. Instituto de Estudios Políticos, Madrid 1951.
- Sobre el concepto de la Filosofía en general. KANT. Traducción de Julián Marías. Ideas y valores, Bogotá, 1954.
- Introducción a las ciencias del espíritu. DILTHEY. Versión de Julián Marías. Prólogo de José Ortega y Gasset. Revista de Occidente, Madrid, 1956.
- Ética a Nicómaco. ARISTÓTELES. Traducción, introducción, notas y edición bilingüe de Julián Marías y María Araujo. Instituto de Estudios Políticos. Madrid, 1960.

## Galardones
- Premio Fastenrath por su obra Miguel de Unamuno (1947).
- Premio Kennedy del Instituto de Estudios Norteamericanos de Barcelona (1964).
- Medalla del Círculo de Escritores Cinematográficos a la mejor labor literaria (1964).[87]
- Premio Juan Palomo (1971).
- Premio Gulbenkian de Ensayos (1972).
- Premio Ramón Godó de periodismo (1975).
- Gran Cruz de la Orden de Alfonso X el Sabio (1978).[88]
- Gran Cruz de la Orden de Isabel la Católica (1981).[89]
- Premio Castilla y León de las Letras (1987).
- Premio Bravo (1988).
- Gran Cruz de la Orden de Mayo, de Argentina (1996).
- Premio Príncipe de Asturias de Comunicación y Humanidades (1996).
- Oficial de la Legión de Honor (Francia).
- Medalla de Oro al Mérito en el Trabajo (2001).[90]
- Premio Internacional Menéndez Pelayo (2002).
- Premio de Cultura de la Comunidad de Madrid (2003).
- Medalla de Oro al Mérito en las Bellas Artes (2006, a título póstumo).[91]
- Medalla del Círculo de Escritores Cinematográficos a la labor periodística (2006, a título póstumo).[92]
- Medalla de Oro de la Universidad Complutense de Madrid, a título póstumo (2008).

## Tesis doctorales sobre Julián Marías
- ROJO SANZ, José M.: Persona, Sociedad y Derecho en Julián Marías. Universidad de Valencia, 1983.
- ARAÚJO DE VANEGAS, Ana María: La Antropología Filosófica de Julián Marías. Pontificia Studiorum Universitas a S. Thoma Aquinate in Urbe, Roma, 1984.
- HENARES MARTÍNEZ, Domingo: Hombre y sociedad en Julián Marías. Universidad de Murcia, 1987.
- HERNÁNDEZ-CASTRO, C. Z.: Las ideas literarias de Julián Marías. Una relación estrecha con su filosofía. Michigan University, Ann Arbor, 1991.
- GONZÁLEZ FERNÁNDEZ, Enrique: Filosofía política de la Corona Española en Indias. Estudio según la Legislación y el pensamiento de Las Casas, Vitoria y Marías. Pontificia Studiorum Universitas a S. Thoma Aquinate in Urbe, Roma, 1992.
- CHUMILLAS, P.: Biografía y felicidad. Un acercamiento a la antropología de la persona en Julián Marías. Universidad de Navarra, Pamplona, 1996.
- ROLDÁN SARMIENTO, Pilar: Hombre y Humanismo en Julián Marías (La dimensión psicosocial de su Antropología). Universidad Complutense de Madrid, 1998.
- NOAIN CALABUIG, Juan José: Imaginación y vida. La función de la imaginación en la vida humana según Julián Marías. Universidad del País Vasco, Departamento de Filosofía, 2000.
- CZAJKOWSKI, Marcin: Dios en la Filosofía de Julián Marías. Universidad de Navarra, 2000.
- PÉREZ DUARTE, Javier: Filosofía social y política de Julián Marías. Universidad de Deusto, Departamento de Derecho, 2001.
- DE LA LLAVE, J.: El proceso de autorrealización personal en la antropología de Julián Marías. Pontificia Universidad Santae Crucis, Roma, 2001.
- VARELA PUÑAL, Ramón: Nacionalismo dispar: Ortega-Julián Marías versus Vicente Risco-Castelao. Bases filosóficas do pensamiento nacionalista. Universidad de Santiago de Compostela, Departamento de Filosofía y Antropología Social, 2002.
- SÁNCHEZ GARCÍA, José Luis: La educación de los sentimientos en la obra de Julián Marías. Universidad de Valencia, Departamento de Teoría de la Educación, 2005.
- HIDALGO NAVARRO, Rafael: Muerte e inmortalidad personal en Julián Marías. UNED, Departamento de Filosofía, 2005.
- CARMONA RODRÍGUEZ, Manuel: La persona según Ortega y Marías: dos Filosofías para el siglo XXI. Universidad de Sevilla, Departamento de comunicación Audiovisual, Publicidad y Literatura, 2006.
- IBARRA, J. C.: La condición amorosa de la  persona en la antropología de Julián Marías. Pontificia Universidad de la Santa Cruz, Roma, 2006.
- TABERNER MÁRQUEZ, Guillermo Fernando: Mortalidad y perduración de la vida humana en la Filosofía de Julián Marías: influencias unamunianas. Universidad de Valencia, Departamento de Filosofía del Derecho, Moral y Política, 2008.
- RODRÍGUEZ ALCALÁ, Ildefonso: El cine en Julián Marías. Una exaltación estética y antropológica. Universidad Católica de Valencia, Departamento de Humanidades y Ciencias Sociales, 2011.
- CABIEDAS TEJERO, Juan Manuel: La persona es criatura amorosa. Un diálogo entre antropología teológica y filosófica a la luz de la antropología metafísica de Julián Marías. Pontificia Universidad Gregoriana, Roma, 2012.
- SÁNCHEZ GARCÍA, José Luis: El amor en la Antropología de Julián Marías. Pontificia Universidad Lateranense, Roma, 2013.
- BASALLO FUENTES, Alfonso: Julián Marías, crítico de cine: Análisis de sus artículos de cine en “Gaceta Ilustrada” (1962-1982) y “Blanco y Negro” (1988-1997). Universidad San Pablo CEU, Facultad de Humanidades y Ciencias de la Comunicación, 2014.
- GÓMEZ ÁLVAREZ, Nieves: Mujer: persona femenina. Un acercamiento mediante la obra de Julián Marías. Universidad Complutense de Madrid, Facultad de Filosofía, 2014.
- HERREROS MARTÍNEZ, Pedro José: El concepto de razón en la filosofía de Julián Marías. Universidad Católica de Valencia, Departamento de Ciencias Jurídicas y Sociales, 2014.
- FRANCO GONZÁLEZ, R.: La idea de España en Julián Marías desde el materialismo filosófico. Universidad de Oviedo, Oviedo, 2015.
- VILLANUEVA MARTÍN, Mª.: La reflexión del lenguaje en el novecentismo: Ortega, María Zambrano y Julián Marías. Universidad de Málaga, 2015.
- SOLER GREISING, M. C.: La condición sexuada en el pensamiento de Julián Marías a la luz del feminismo contemporáneo. Universidad  de Navarra, 2016.
- MARTÍNEZ LÓPEZ, Eduardo Rodrigo: La felicidad humana en el pensamiento de Julián Marías. Universidad Católica de Valencia, 2017.
- BALLESTER, J. A.:  La cuestión cristiana en la filosofía de Julián  Marías. Universidad Católica de Valencia, 2017.
- GARCÍA DEL PORTILLO, L.: De la justicia social a la justicia personal en la filosofía de Julián Marías. Universidad Pontificia Comillas, Madrid, 2020.
- URQUÍA URIAGUERECA, Íñigo: La idea de branding en en Wally Olins y su fundamentación en las nociones de pretensión, argumento y sistema de vigencias en Julián Marías. Universidad Complutense de Madrid, Facultad de Ciencias de la Información, 2023.
- SALMERÓN RODRÍGUEZ-VERGARA, Ángel: La idea de "raíces morales de la inteligencia" en Julián Marías. Una propuesta de interpretación. Universidad San Dámaso, dissertationes philosophicae 7, Madrid, 2023 (ISBN: 978-84-17561-81-9).
- KIBAMBA MBAYO, Delphin: La «mêmeté» et la réalisation personnelle chez Tempels et Marías. Une christianisation de la philosophie bantoue. Universidad San Dámaso, Facultad de Filosofía, Madrid, 2023.
- SÁEZ CASTRESANA, Javier: La antropología metafísica de Julián Marías y el acceso a la vocación personal como categoría máximamente integradora de su filosofía. Universidad del País Vasco, Facultad de Educación, Filosofía y Antropología, San Sebastián, 2023.